# Cadillac Deville
Cadillac Deville или Cadillac de Ville (Кадилла́к Деви́ль) — полноразмерные легковые автомобили американской фирмы Cadillac, отделения корпорации General Motors выпускавшиеся в 1949—2005 годах. Двухдверные купе — Cadillac Coupe Deville выпускались с 1949 по 1993 годы, четырёхдверные седаны — Cadillac Sedan Deville с 1956 по 2005, а с 1964 по 1970 годы изготавливались открытые кабриолеты Cadillac Deville Convertible. В иерархии Cadillac занимали промежуточное положение между автомобилями начального уровня: 62-й серии, Calais, Seville и автомобилями высшего класса: 75-й серии, Eldorado. С середины 1960-х — самые популярные модели Cadillac, доля которых, в отдельные годы, превышала 70 % общего объёма выпуска.

## История

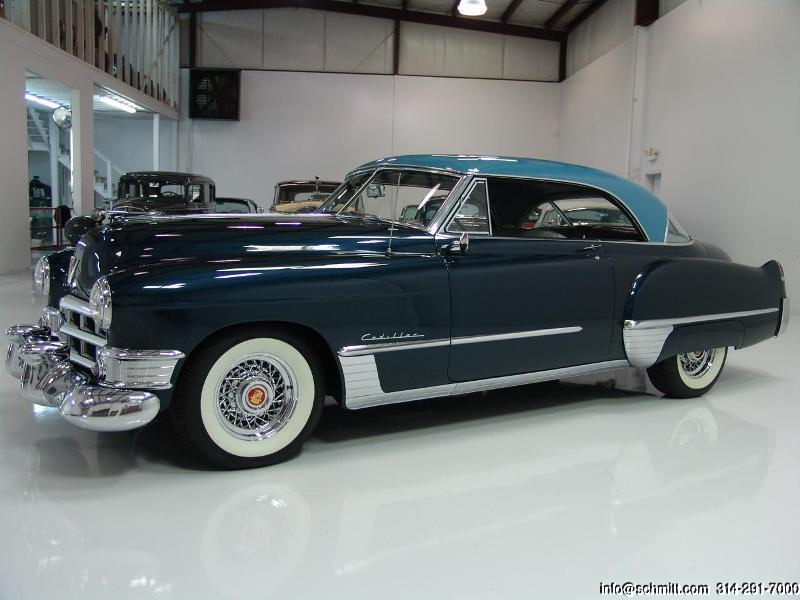
1949 Cadillac Coupe Deville — первая модель серии, хардтоп купе без центральных стоек

25 ноября 1949 года с конвейера завода Clark Street Assembly в Детройте сошёл миллионный Cadillac. Это была новейшая модель фирмы — Cadillac Coupe Deville с оригинальным кузовом: купе с жёсткой несъёмной крышей (hardtop) без центральных стоек (pillarless). По легенде, такой тип кузова был предложен одним из разработчиков автомобиля, после того как он заметил, что его жена часто ездит в кабриолете с поднятой крышей и опущенными стеклами, для того, чтобы не растрепать причёску. В следующем, 1950-м модельном году автомобиль Coupe Deville появился в каталогах фирмы как более дорогой вариант купе 62-серии.
В 1954 модельном году все автомобили Cadillac были существенно переработаны, они стали длиннее и ниже, увеличилась их колёсная база. Обновился и внешний вид: полностью другим стало оформление передка, изменились боковины и задние крылья, появилось панорамное ветровое стекло. В 1956 модельном году была представлена четырёхдверная версия модели — Cadillac Sedan Deville. Кроме наличия двух дополнительных дверей, этот автомобиль больше ни чем не отличался от купе. За первый год выпуска седанов было сделано почти в два раза больше чем купе, а в течение последующих пятнадцати лет, до начала 1970-х, они стабильно обгоняли купе по объёмам производства.
Очередная смена поколений Cadillac произошла в 1957 году. Новая хребтовая рама сделала автомобили ниже, передняя бесшкворневая подвеска улучшила управляемость, а одинаковая колея передних и задних колёс повысили устойчивость движения. Изменился внешний вид автомобилей: полностью новым стало оформление боковин кузова, а выступы на задних крыльях превратились в настоящие плавники. Именно этот элемент внешнего вида станет отличительной чертой автомобилей Cadillac конца 1950-х годов. С 1958 года автомобили Deville стали самостоятельной маркой в каталогах Cadillac, хотя по-прежнему базировались на агрегатах моделей 62-й серии.

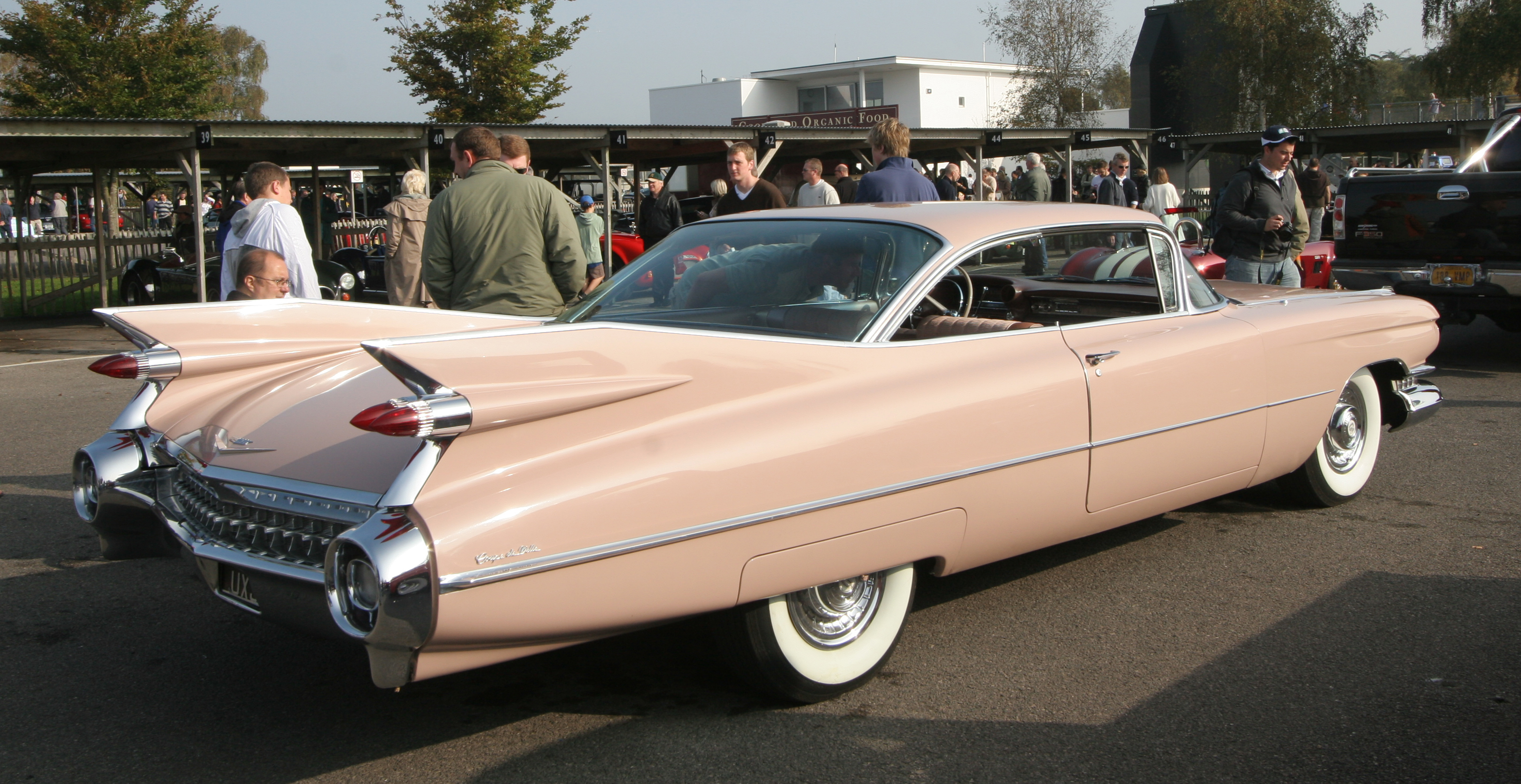
1959 Cadillac Coupe Deville с огромными плавниками сзади

В 1959 модельном году появились знаменитые Cadillac с огромными задними крыльями, они по праву считаются вершиной плавникового стиля в дизайне автомобилей. Седанов стало два: шестиоконный (Six Window) с небольшими окошками позади задних дверей и четырёхоконный (Four Window) с панорамным задним стеклом.
Внешний вид автомобилей 1961 модельного года стал более изящным и сдержанным, хотя по-прежнему узнаваемым. Произошёл переход от пышности 1950-х к хорошему консерватизму, более всего заметному в постепенном уменьшении знаменитых плавников Cadillac. В 1963 модельном году впервые с начала выпуска был серьёзно модернизирован двигатель, устанавливаемый на модели, а с 1964 года начался выпуск кабриолетов Cadillac Deville Convertible. Всё это, оказалось по нраву покупателям, в течение всех 1960-х продажи Cadillac росли ежегодно.
В 1965 году все модельные ряды Cadillac были преобразованы: большинство номерных серий получило собственные названия. В 1968 модельном году на автомобили Deville стали устанавливать новый двигатель рабочим объёмом 7,7 л (472 кубических дюйма) и мощностью 375 л. с. (bhp). Это был самый большой по рабочему объёму двигатель среди американских автомобилей на тот момент. 1970 модельный год стал последним годом производства кабриолетов, больше открытых моделей Deville не выпускалось никогда.

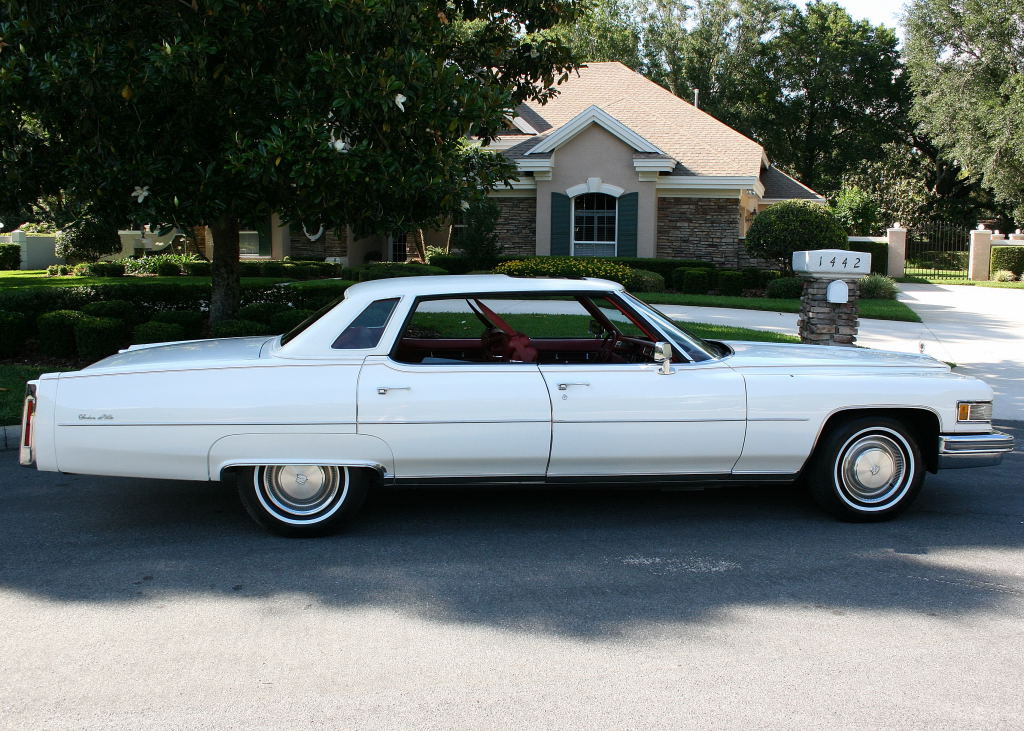
1976 Cadillac Sedan Deville, самая большая модель серии длиной почти шесть метров

В 1971 модельном году в каталогах фирмы осталось всего две модели Deville — двухдверное купе и четырёхдверный седан. Впервые автомобили Cadillac стали производить за пределами Детройта, на сборочном заводе General Motors Linden Assembly в городе Linden штата Нью-Джерси началось производство моделей Deville, так как завод в Детройте достиг предельных возможностей по объёмам выпуска. В 1973 модельном году было изготовлено 112 849 автомобилей Coupe Deville (и немногим более ста тысяч Sedan Deville), впервые в истории Cadillac было выпущено более ста тысяч автомобилей одной модели. А в 1975—1976 годах выпускались самые большие автомобили Deville, длиной без малого 6 метров, весом 2,5 тонны, с двигателем рабочим объёмом более восьми литров.
Для выполнения законодательных требований по среднему расходу топлива на один автомобиль, новые седаны и купе 1977 года стали легче и меньше. Борьба за экономию топлива привела к тому, что на автомобили пробовали устанавливать дизельный двигатель, шестицилиндровый мотор, а также восьмицилиндровый двигатель с отключением части цилиндров. Более жёсткие требования к безопасности вынудили отказаться от кузовов без центральных стоек (pillarless), бывших долгие годы отличительной чертой моделей. В то же время удалось сохранить традиционные черты и стиль автомобилей Cadillac, а также их просторный и комфортабельный салон. Всё это понравилось покупателям, в 1977 модельном году было изготовлено 234 171 автомобиль — абсолютный рекорд модели за все годы выпуска.

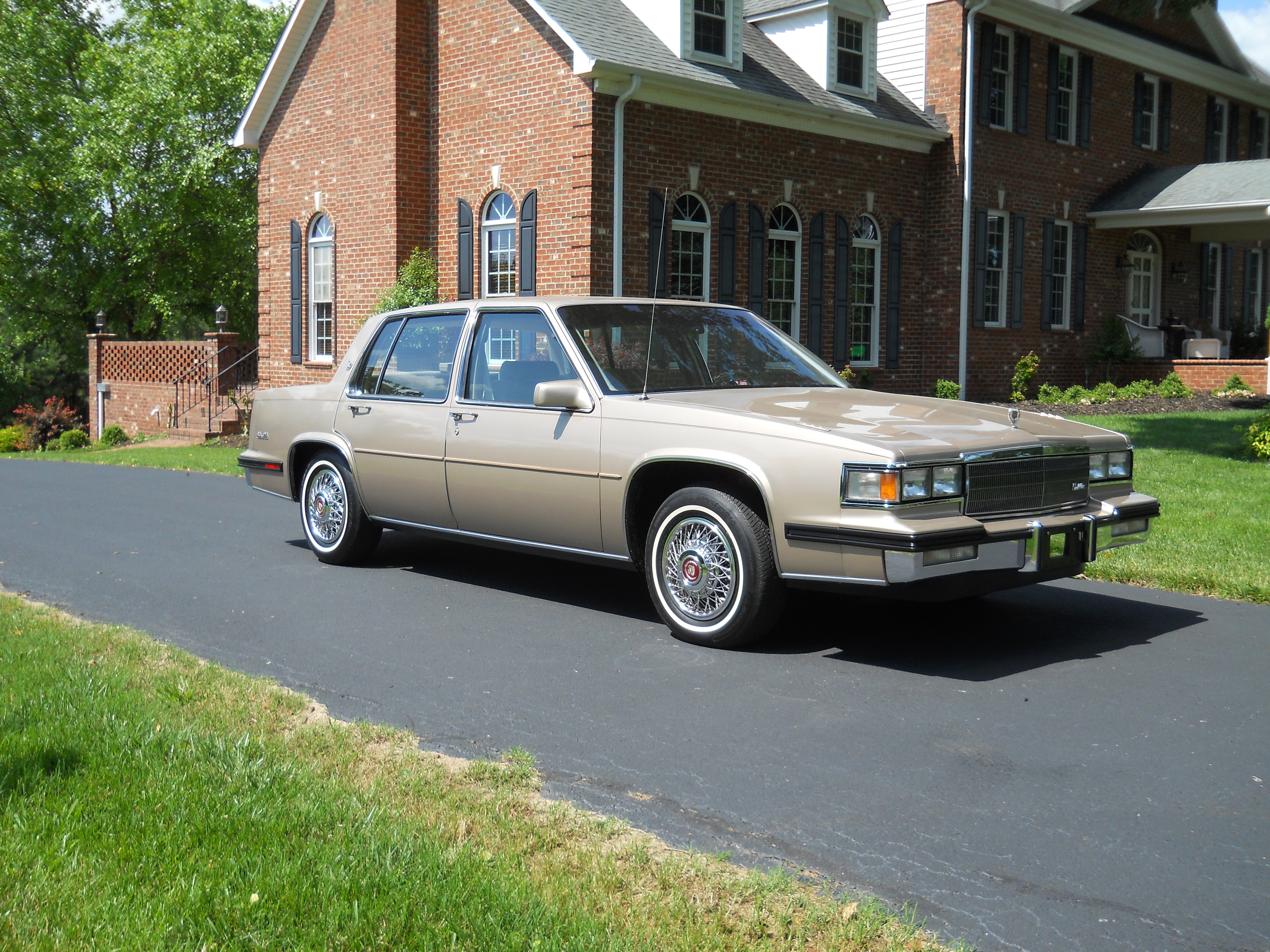
1985 Cadillac Sedan Deville, самая маленькая модель серии длиной менеё пяти метров, автомобиль мог оснащаться дизельным мотором мощностью всего 85 л. с.

Следуя общей тенденции по переводу большинства моделей корпорации на передний привод, автомобили Deville 1985 модельного года базировались на новой переднеприводной платформе C-body (FWD). У них всё было необычным: несущий кузов, расположенный спереди поперечно восьмицилиндровый V-образный бензиновый двигатель (или шестицилиндровый V-образный дизель), передняя и задняя независимые подвески. В результате, автомобили стали ещё легче и меньше (короче пяти метров), это были самые маленькие модели Deville за все годы производства. Начиная с 1989 модельного года габариты автомобилей возросли, а седан был переведён на увеличенную колёсную базу.
В 1994 модельном году не стало автомобилей с кузовом купе. Новые Sedan Deville стали больше и вернулись в категорию полноразмерных автомобилей. Они остались переднеприводными, но использовали другую корпоративную платформу K-body. Их обтекаемый (Cx=0,35) кузов был спроектирован с учётом требований безопасности: имел жёсткий не деформируемый салон, зоны смятия спереди и сзади и защитные брусья в дверях. Электронные системы управляли не только работой двигателя и трансмиссии, но и компонентами шасси, изменяя их характеристики в зависимости от режимов движения.
В 2000 модельном году автомобили были серьёзно модернизированы: они стали немного короче и уже, но их колёсная база возросла, что положительно сказалось на размещении пассажиров в салоне. Предлагались три версии седанов: DeVille, DeVille High Luxury Sedan (DHS) и DeVille Touring Sedan (DTS). Версия DTS имела максимальный набор дополнительных функций, включая, например, систему ночного видения проецирующую изображение от инфракрасного датчика на лобовое стекло. В 2004 году появились бронированные модели, оснащённые не только специальным кузовом и пуленепробиваемыми стёклами, но и особыми шинами и бензобаком не допускающим утечек топлива. С 2006 модельного года название Deville исчезло из каталогов фирмы Cadillac.

## 1949

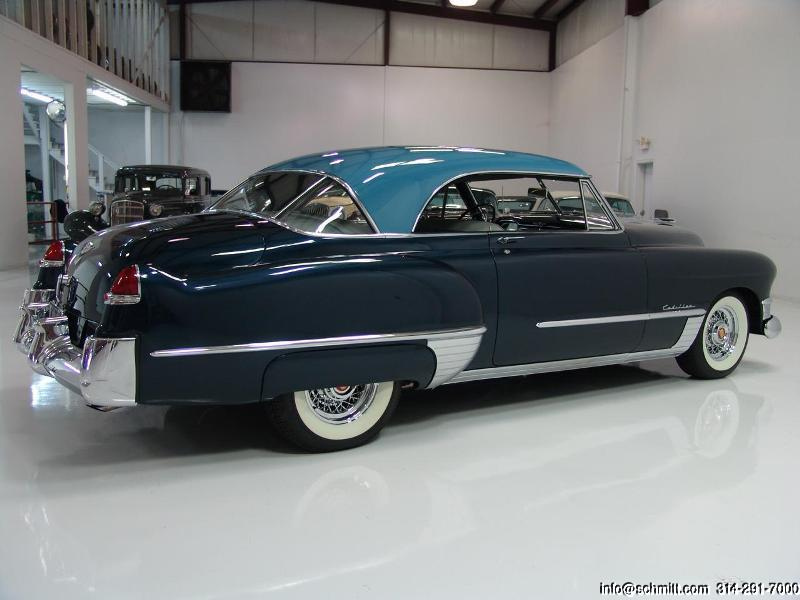
1949 Cadillac Coupe Deville, заднее стекло состоит из трёх частей

Cadillac Coupe Deville 1949 года был создан на базе купе-кабриолета 62-й серии, на него просто установили несъёмную металлическую крышу (hardtop). Внутри даже остались декоративные элементы, имитирующие каркас тента кабриолета. Так появился новый тип кузова — хардтоп, ставший очень популярным в США в 1950—1960 годы.
Кузов автомобиля длиной 5,4 м был установлен на лонжеронной раме с Х-образной поперечиной, колёсная база была равна 126 дюймам (3200 мм). Автомобиль красился в цвета 22 оттенков, причём 5 из них были двухцветными. Внутренняя отделка была из ткани или кожи голубого и серого цветов или коричневого и светло коричневого, в салон устанавливались часы, радиоприёмник устанавливался по заказу. Система вентиляции забирала воздух в передней части автомобиля с двух сторон от радиатора и по каналам, расположенным под капотом вокруг двигателя, подавала его в салон. По заказу в систему вентиляции можно было установить отопитель. Интересными деталями было заднее стекло, состоящее из трёх частей и то, что заправочная горловина находилась под откидывающимся вверх левым задним фонарём.
Но главным в этом автомобиле был абсолютно новый двигатель, первый верхнеклапанный двигатель Cadillac. Восьмицилиндровый V-образный двигатель с углом развала цилиндров 90° имел рабочий объём 5,4 литра (331 кубический дюйм) и развивал мощность в 160 л. с. (bhp). В чугунном блоке цилиндров располагался стальной полноопорный коленчатый вал. Один нижний распредвал располагался в развале блока цилиндров, вращение на него передавалось цепью. С помощью штанг-толкателей и коромысел он приводил в действие клапаны, по два на цилиндр, расположенные в чугунной головке блока. В нижней части штанг-толкателей располагались гидрокомпенсаторы зазоров. Двигатель питался от двухкамерного карбюратора с падающим потоком смеси расположенного сверху двигателя, по центру, имел жидкостную систему охлаждения и полнопоточную систему смазки под давлением. Шестивольтовое электрооборудование фирмы Delco с помощью механического распределителя с вакуумкорректором подавало напряжение на катушку и восемь свечей зажигания.
Автомобиль мог быть оборудован либо механической, либо автоматической коробкой передач. Трёхступенчатая механическая коробка передач с синхронизаторами на второй и третьей передачах приводилась от двигателя с помощью сухого однодискового сцепления. На четырёхступенчатую планетарную автоматическую коробку передач типа Hydra-Matic крутящий момент от двигателя передавался с помощью гидромуфты. Цельный (не разрезной) карданный вал передавал вращение на задний мост с гипоидной главной передачей.
Спереди была установлена пружинная независимая подвеска на двух поперечных вильчатых рычагах со стабилизатором поперечной устойчивости. В качестве шарниров подвески использовались резьбовые втулки. В зависимой задней подвеске мост крепился к раме с помощью продольных восьмилистовых полуэллиптических рессор и, также имел стабилизатор поперечной устойчивости. Спереди и сзади применялись гидравлические амортизаторы. Рулевой механизм — винт-шариковая гайка. Тормоза всех колёс были барабанными фирмы Bendix с гидроприводом. Колёса стальные размерности 6x15, шины — 8.20х15. По заказу устанавливались шины с белой боковиной.
В 1949 году свой первый приз «Автомобиль года» (Car of the Year) авторитетный американский автомобильный журнал Motor Trend присудил автомобилям Cadillac (в те годы приз присуждался марке, а не отдельным моделям) за их новый двигатель.
Специально подготовленный Coupe Deville в составе первой полностью американской команды (автомобили, гонщики и персонал) участвовал в гонке Ле-Ман 1950 года и занял десятое место в общем зачёте.
Всего было выпущено 2 150 автомобилей.

## 1950—1953

### 1950

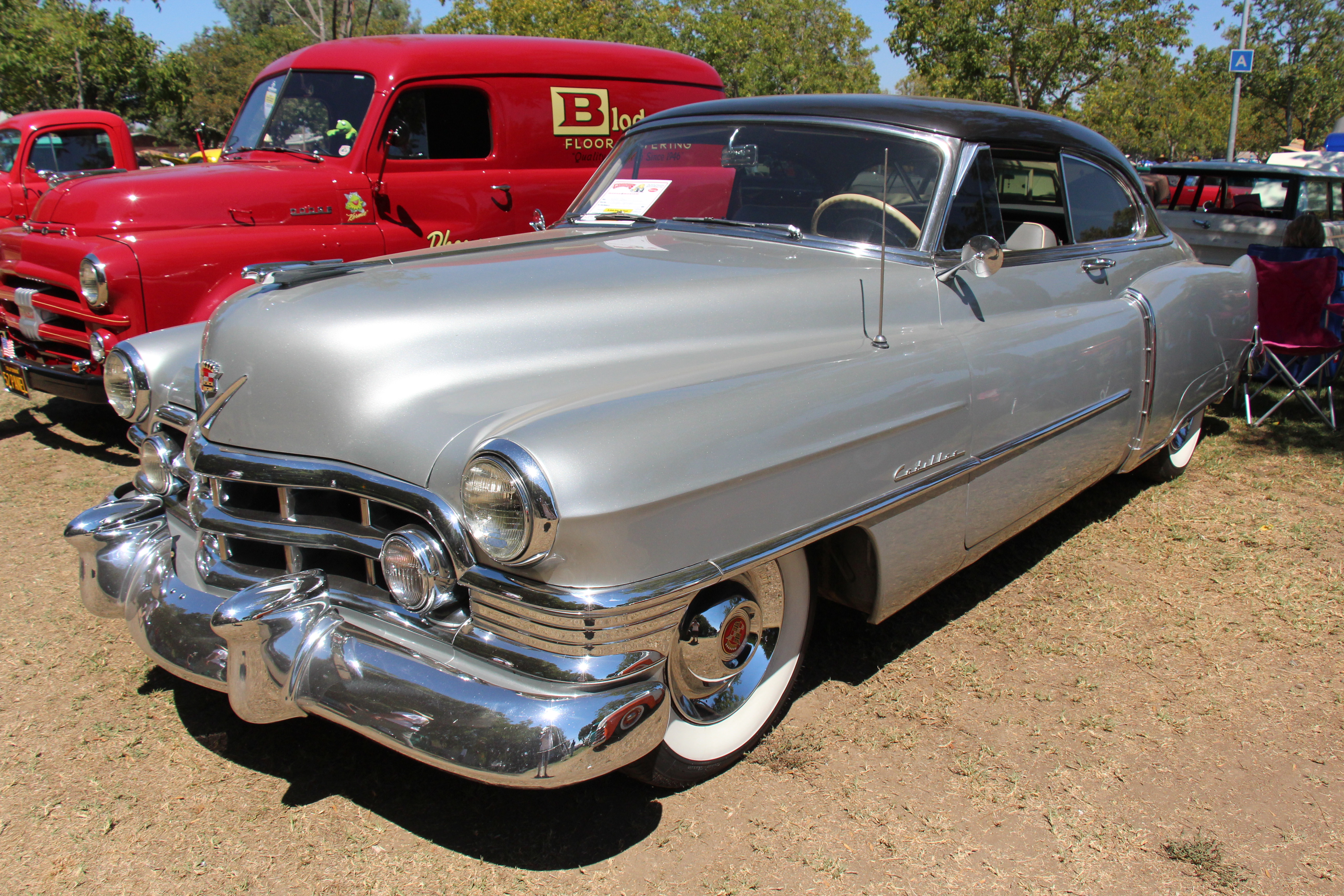
1950 Cadillac Coupe Deville с «жабрами» на задних крыльях

Автомобили 1950 модельного года стали длиннее (5,6 м), хотя колёсная база осталась прежней — 126 дюймов (3200 мм). Они отличались цельным ветровым стеклом, изменённым передним бампером, встроенными в решётку радиатора подфарниками, новым задним стеклом, по-прежнему состоящим из трёх частей, и новым задним бампером. Новые, рассечённые надвое хромированными молдингами передние крылья и задние крылья с декоративными воздухозаборниками, «жабрами», сделали облик автомобиля более стремительным. Была усилена рама автомобиля. Модели имели богатую и стильную отделку салона кожей серого цвета с тёмно-синими тканевыми вставками или коричневой кожей с тёмно коричневыми вставками. Подъём стёкол и регулировка положения переднего сидения осуществлялись с помощью гидроприводов. Стандартным оснащением салона были часы и перчаточный ящик с подсветкой. По заказу на автомобили можно было установить автоматический отопитель, радиоприёмник, наружные зеркала заднего вида, как левое, так и правое, фару-искатель.
В выхлопной системе появился новый, плоский, овальной формы глушитель. Автоматическая коробка передач Hydra-Matic стала стандартным оборудованием. Для снижения усилия на рулевом колесе было увеличено передаточное отношение рулевого механизма, правда, количество оборотов руля от упора до упора при этом возросло. Сзади исчез стабилизатор поперечной устойчивости. Диаметр тормозных барабанов, спереди и сзади, был уменьшен. На автомобили стали устанавливать более узкие шины размерности 8.00х15, по заказу можно было установить шины с белыми боковинами.
Всего было выпущено 4 507 автомобилей.

### 1951

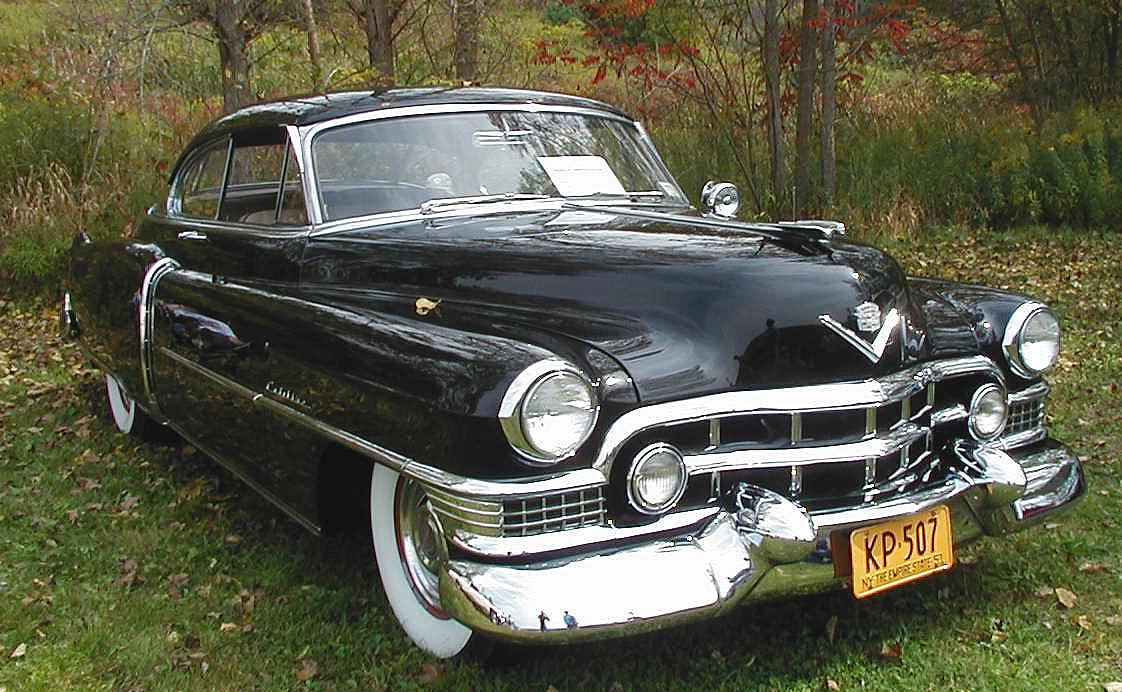
1951 Cadillac Coupe Deville

Изменений во внешнем виде автомобилей 1951 модельного года было немного. Наиболее заметные из них — это переработанный передний бампер с приподнятой средней частью и «клыками» на скошенных пилонах. Фонари заднего хода были интегрированы в задние фонари. По заказу можно было установить козырёк над ветровым стеклом. С технической точки зрения автомобили были точно такими же, как в предыдущем году.
Всего было выпущено 10 241 автомобиль.

### 1952

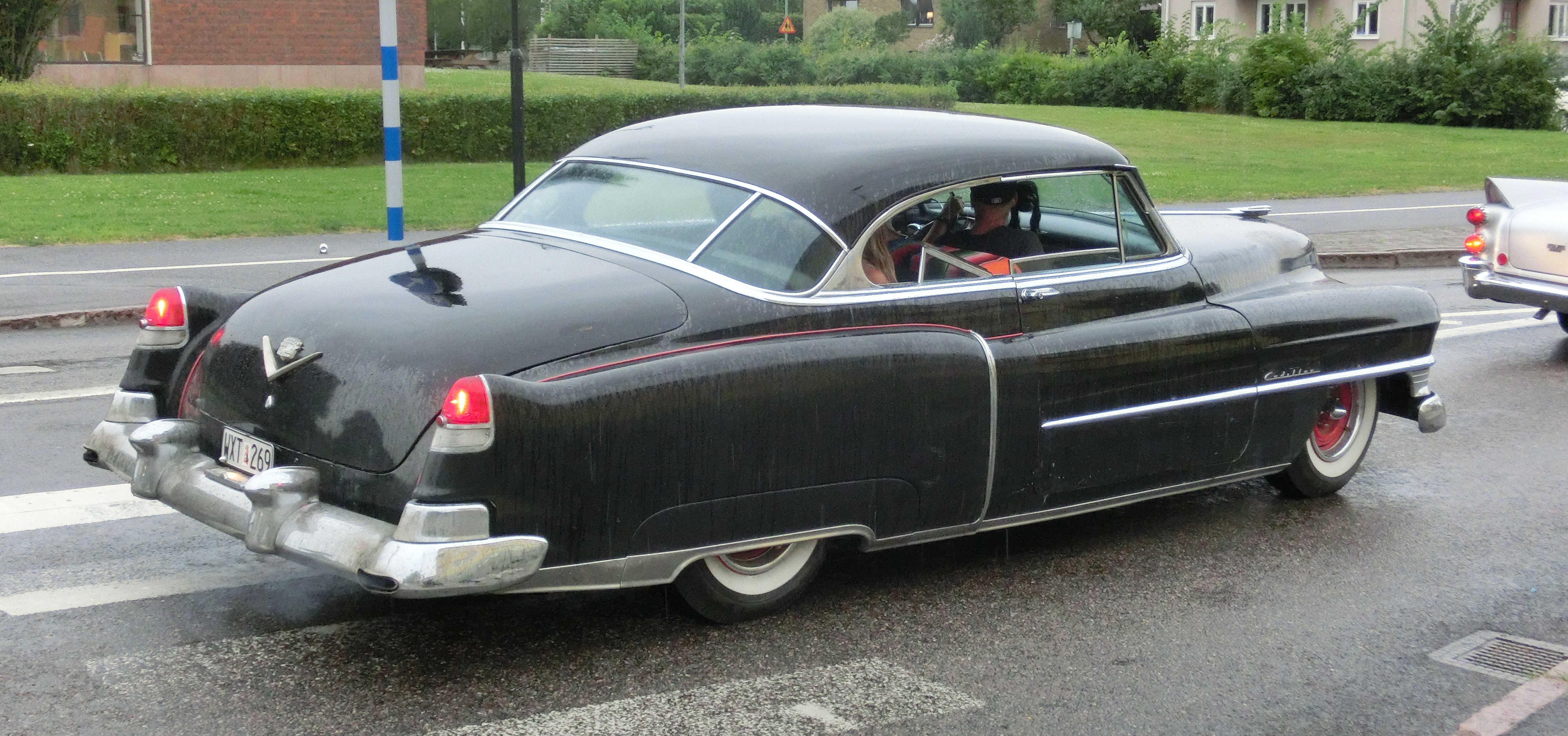
1952 Cadillac Coupe Deville с двойным выхлопом по краям бампера

Автомобили 1952 модельного года, 50-летней годовщины марки Cadillac, внешне мало отличались от предыдущих моделей. Под фарами, вместо прошлогодних решёточек появились крылатые эмблемы Cadillac золотистого цвета. По краям заднего бампера были размещены выходы новой двойной выхлопной системы.
Внутри изменений было больше. За счёт применения нового четырёхкамерного карбюратора последовательного действия Rochester, увеличенных выпускных клапанов и двойной выхлопной системы, изменённой геометрии впускного коллектора и других новшеств мощность двигателя возросла до 190 л. с. (bhp). В обычном режиме движения работали только две камеры карбюратора и, только кода требовался быстрый разгон или при движении на высокой скорости, в работу вступали две дополнительные. От каждой половинки блока цилиндров V-образного двигателя вдоль боковин рамы отходила собственная выпускная система. Каждая из них имела основной глушитель и дополнительный резонатор и выходила наружу через отверстия по краям заднего бампера. Автоматическая трансмиссия теперь имела два рабочих диапазона (Dual Range). В первом диапазоне, предназначенном для движения в обычных условиях, использовались все четыре передачи, и автомобиль двигался как обычно. При переключении во второй диапазон, блокировалось включение четвёртой (прямой) передачи до тех пор, пока автомобиль не разгонится до 75 миль в час (120 км/ч). Такой режим позволял автомобилю интенсивнее разгонялся, что было удобно при движении по городу, и лучше тормозить двигателем, что очень помогало в горах. Для снижения расхода топлива, можно было заказать задний мост с уменьшенным передаточным отношением главной передачи.
Появилась возможность установки по заказу гидроусилителя рулевого управления. На автомобили стали устанавливать передние тормозные барабаны увеличенного диаметра и большей ширины, с наружным оребрением. Сзади остались прежние, меньшего диаметра барабаны.
Всего было выпущено 11 165 автомобилей.

### 1953

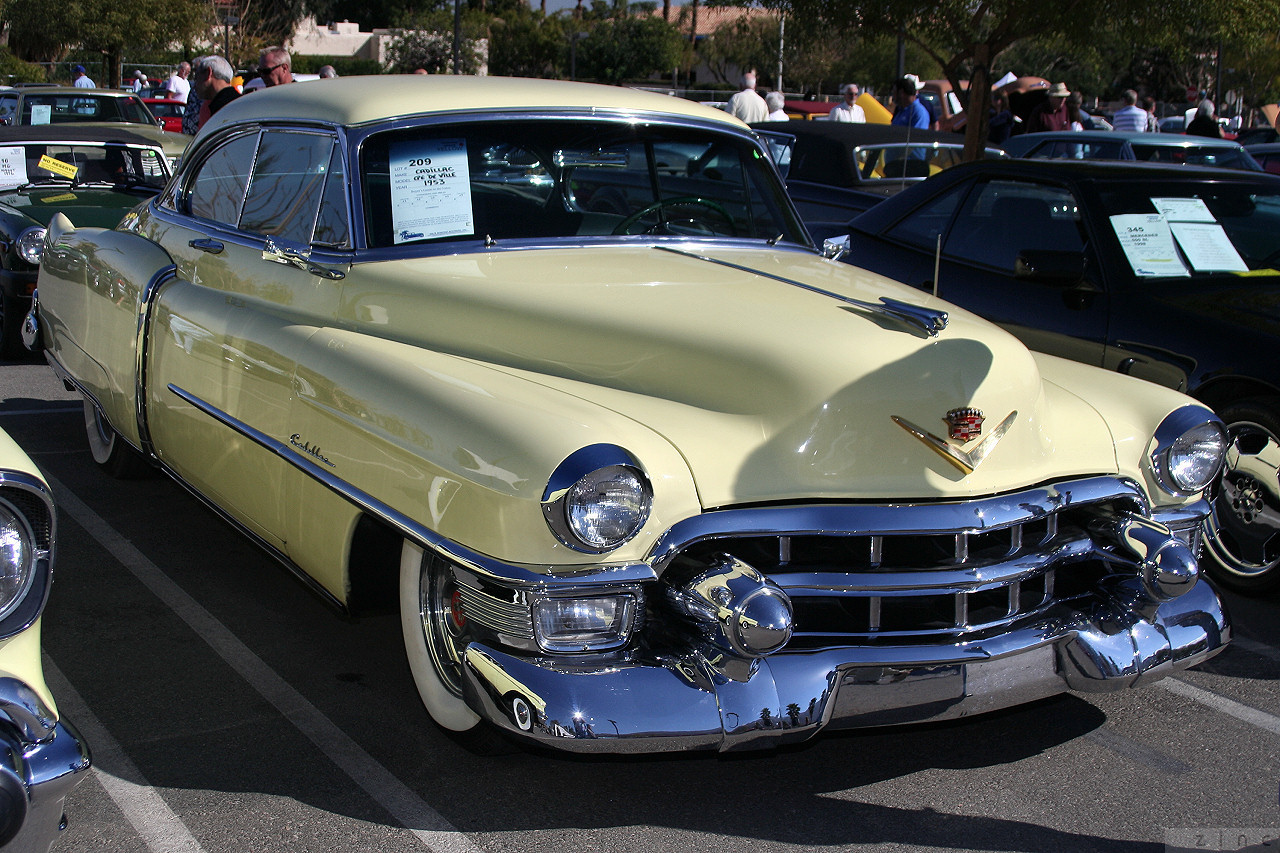
1953 Cadillac Coupe Deville

В 1953 модельном году капот автомобиля стал ниже и шире в передней части, под фарами головного света размещались или подфарники, или противотуманные фонари. Заднее стекло стало цельным панорамным, на заднем бампере появились новые более массивные клыки пулевидной формы. Эмблемы Cadillac, спереди и сзади, в этом году были золотистого цвета. На усиленном в зоне багажника кузове появилась дополнительная шумоизоляция.
Главным техническим новшеством этого модельного года стал переход на 12-ти вольтовою систему электрооборудования производства Delco Remy. В результате новым стало всё: генератор, стартер, аккумуляторная батарея, звуковые сигналы, все лампочки. Новая электросистема удвоила напряжение на свечах зажигания двигателя и позволила устанавливать на автомобили, по заказу, кондиционер.
Новая камера сгорания двигателя дала возможность довести степень сжатия до 8,25, новый распределительный вал обеспечил больший подъём клапанов: всё это увеличило мощность мотора до 210 л. с. (bhp). Задний мост с уменьшенным передаточным отношением главной передачи стал стандартным. Это позволило снизить расход топлива, но за счёт большей мощности двигателя и обновлённой трансмиссии автомобиль ничего не потерял в динамике. Из-за пожара, полностью уничтожившего завод по производству коробок передач Hydra-Matic, на автомобили стали устанавливать другую автоматическую трансмиссию Twin-Turbine Dynaflow, в которой вместо гидромуфты применялся гидротрансформатор.
Рулевое управление с гидроусилителем стало стандартным оборудованием автомобилей. Задние тормозные механизмы стали такими же, как передние, с увеличенными барабанами с оребрением.
Всего было выпущено 14 550 автомобилей.

## 1954—1956

### 1954
В каталоге Cadillac 1954 модельного года новые автомобили представлял сам Харли Эрл, вице-президент General Motors, главный дизайнер компании. Вот как он описал новый фирменный стиль: —

«… редкое и волшебное сочетание красоты, практичности и узнаваемости. Никогда, по-моему, эти качества так великолепно не собирались вместе, как в автомобилях Кадиллак 1954 года».
Оригинальный текст (англ.)"...a rare and magic meeting of beauty, practicality and popularity. Never, for my knowledge, have this qualities been combined with greater majesty than in the 1954 Cadillac".

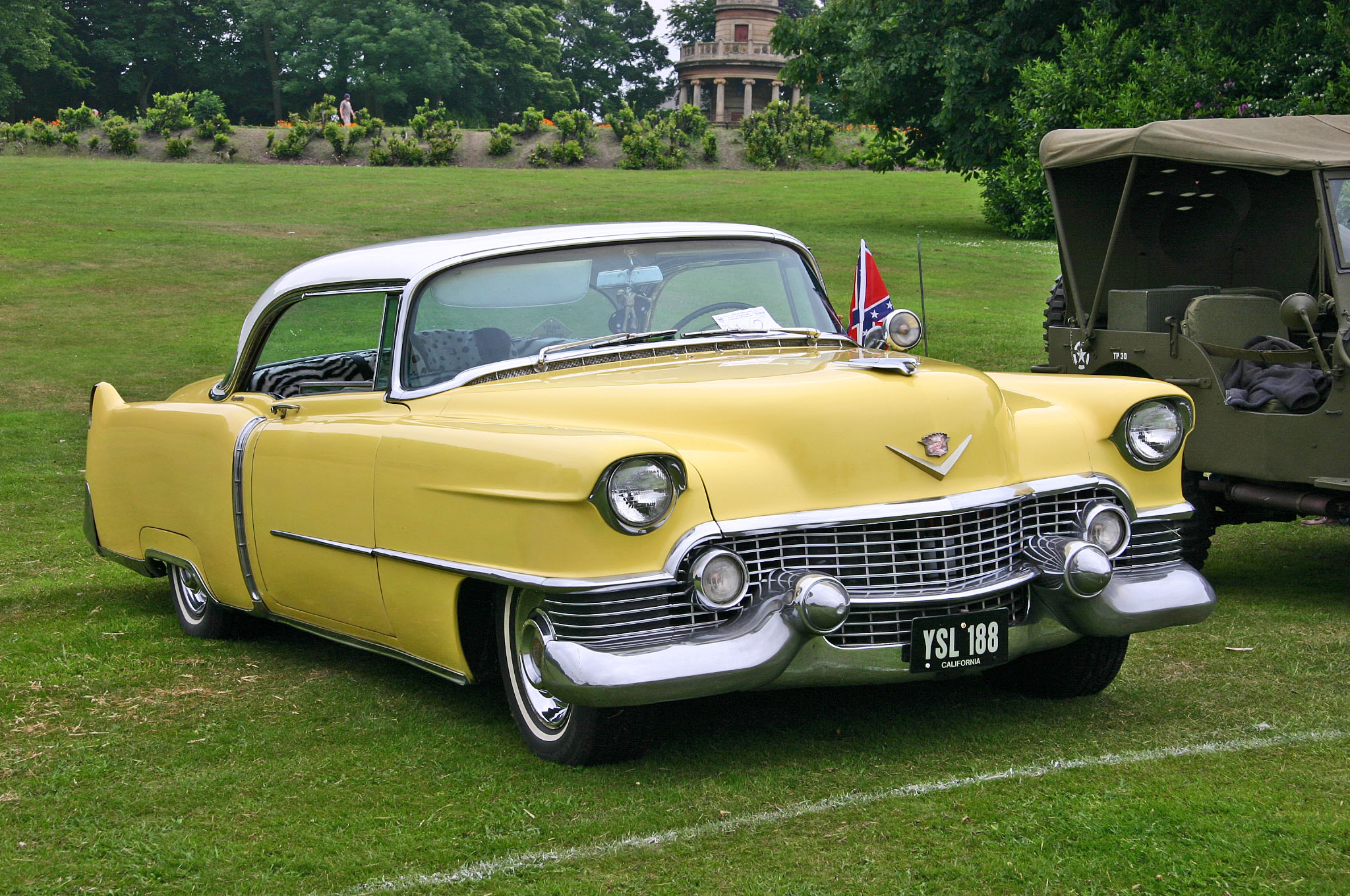
1954 Cadillac Coupe Deville с новым оформлением «передка» и панорамным ветровым стеклом

Автомобили стали длиннее и ниже, они имели увеличенную до 129 дюймов (3277 мм) колёсную базу и более широкую переднюю колею. Более низкий капот, новое панорамное ветровое стекло с вертикальными передними стойками, новые бампер и в мелкую клетку решётку радиатора, новые круглые выходы выпускной системы в задних бамперах. Приваренные к кузову передние и задние крылья стремительного профиля и фирменные «плавники» немного большего размера — всё это создавало совершенно иной облик автомобиля.
Все кузова были двухцветными, семи сочетаний оттенков. Они устанавливались на обновлённую, более длинную и широкую в передней части лонжеронную раму. Салон имел четыре варианта цветовой отделки тканью и кожей. Новая передняя панель сверху имела мягкое травмобезопасное покрытие. Полностью новая система вентиляции получала более чистый и свежий воздух из воздухозаборника под ветровым стеклом. Отопитель и кондиционер устанавливались по заказу. Электрические стеклоподъёмники всех стёкол, переднее сидение с электрорегулировкой в двух направлениях (вперёд—назад и по наклону спинки) и часы были стандартным оборудованием. По заказу можно было установить радиоприёмник, тонированные стёкла, систему автоматического переключения света фар с дальнего на ближний (Autronic-Eye).
Множество небольших изменений мотора повысили его мощность до 230 л. с. (bhp). Более широкая в передней части рама позволила установить двигатель ниже и под меньшим углом. Это уменьшило уровень шумов и вибрации и снизило центр тяжести автомобиля. Все модели оснащались автоматической коробкой передач Hydra-Matic.
Спереди и сзади стали устанавливать новые амортизаторы двухстороннего действия. В задней подвеске появились более мягкие пятилистовые рессоры. Рулевое управление с гидроусилителем было стандартным оборудованием. Тормозная система с гидроприводом и всеми барабанными тормозами по заказу могла комплектоваться вакуумным усилителем. Колёсные колпаки с эмблемой Cadillac стали стандартными. По заказу на автомобили устанавливались колёса со спицами и шины с белыми боковинами.
Эксперты известного американского автомобильного журнала Motor Trend были потрясены тишиной в салоне и плавностью хода нового Cadillac 1954 года. Они отметили очень удобные сидения и то, что в автомобиле много места, как спереди, так и сзади. Разнообразные усилители сделали управление автомобилем физически очень простым. Двигатель работал хорошо во время всего теста и даже на сильной жаре не перегревался. Несмотря на высокую степень сжатия, он не детонировал. Максимальная скорость, которую удалось «выжать» составила 186 км/ч (161 миля в час). Разгон с места до 97 км/ч (60 миль в час) занимал 11,3 с, это был первый из протестированных автомобилей, время разгона которого было менее 12 с. Также была отмечена неплохая управляемость автомобиля, но без особого чувства уверенности. В основном из-за ненатуральной чувствительности рулевого управления с усилителем, а также из-за общей громоздкости автомобиля. Средний расход топлива составил 14 л на 100 км (16,9 mpg).
К недостаткам автомобиля эксперты причислили панель приборов. Показания спидометра плохо читались ночью, а размещение указателей уровня топлива и температуры под панелью приводило к тому, что они закрывались спицами рулевого колеса. Было также отмечено низкое, не соответствующее общему стилю автомобиля, качество пластмассы и слишком маленький перчаточный ящик. Двери плохо фиксировались в открытом состоянии, постоянно норовя захлопнуться. В то же время, кузов был хорошо окрашен, салон собран аккуратно, отделка и ковры соответствовали ценовому уровню автомобиля. В целом такой комфорт, качественный салон, а также быстрый разгон и высокую максимальную скоростью не предлагал больше никто. Именно так Cadillac зарабатывал репутацию лучшего автомобиля высшего класса.
Для перехода на новые модели, в декабре 1953 года сборочный конвейер был остановлен и выпуск автомобилей начался только 4 января 1954 года. Всего было выпущено 17 170 автомобилей Coupe Deville.

### 1955

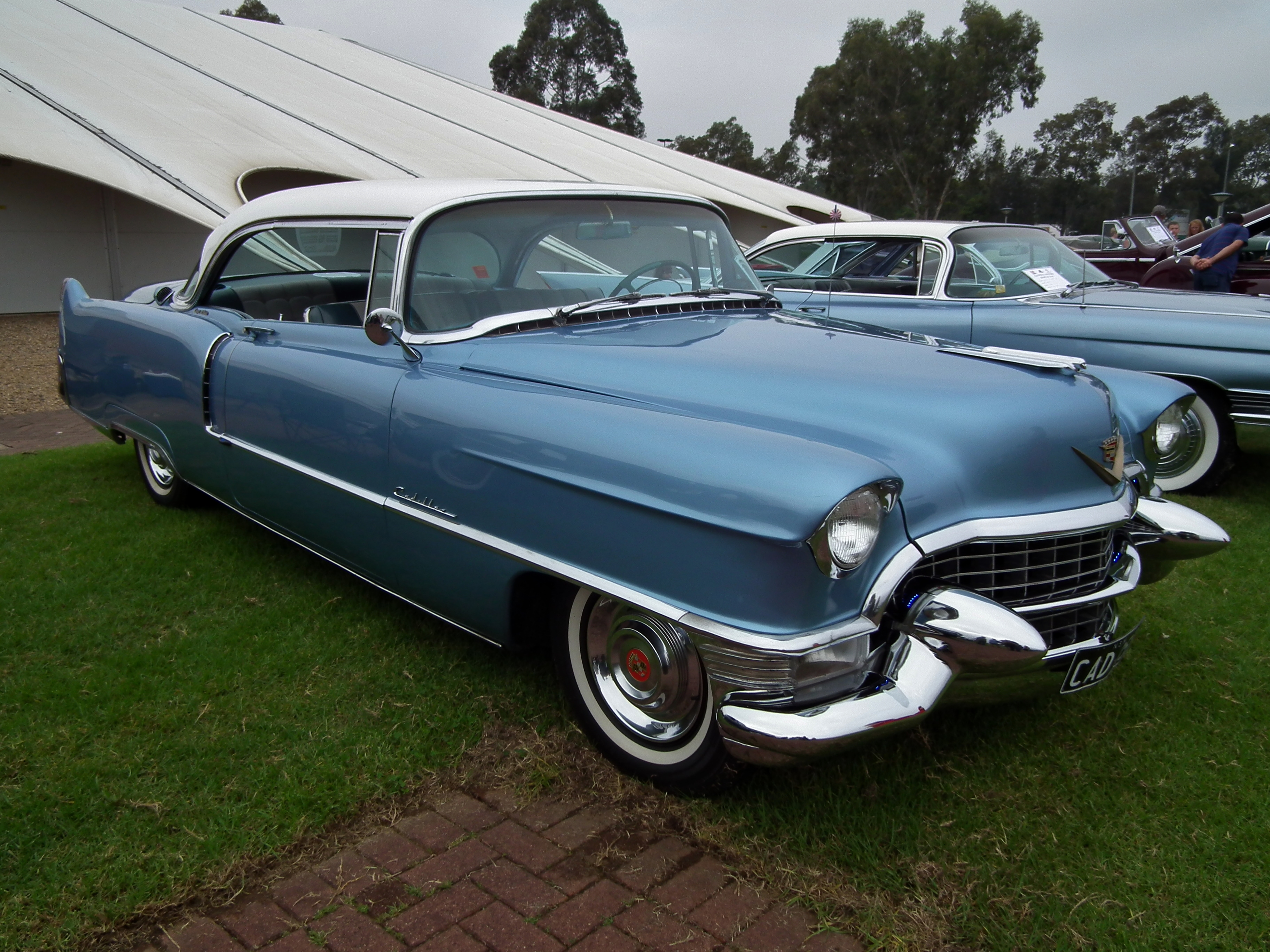
1955 Cadillac Coupe Deville

Автомобили 1955 модельного года имели новое оформление передней части: новый капот, габаритные огни, размещённые под фарами, новый бампер с разнесёнными в стороны «клыками». Длинный боковой молдинг отсёк часть декоративного воздухозаборника на заднем крыле. На задней панели появились шесть коротких хромированных вертикальных полосок, по три с каждой стороны номерного знака. Салон мог иметь семь основных цветовых вариантов отделки тканью и кожей и ещё три особо эффектных (Glamour) дополнительных варианта. Новшеством было то, что одним нажатием кнопки включались омыватель и очиститель ветрового стекла. По заказу, устанавливалось переднее сидение с электроприводом подъёма.
За счёт повышения степени сжатия мощность двигателя возросла до 250 л. с. (bhp). В автоматической трансмиссии были изменены передаточные числа первой и третьей передач. На все автомобили стали устанавливать бескамерные шины, лучше противостоящие проколам и имеющие более высокую ходимость.
Всего было выпущено 33 300 автомобилей.

### 1956

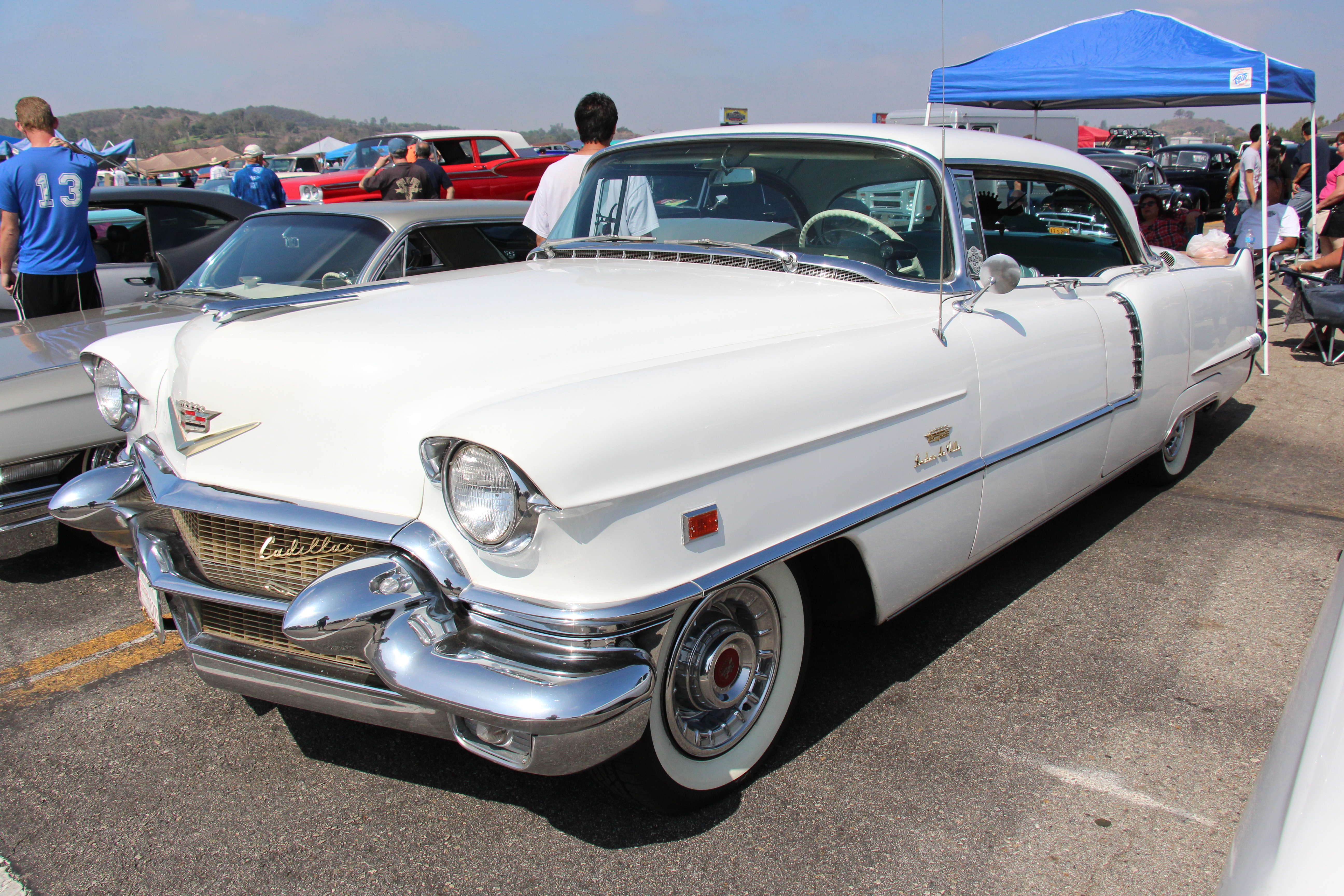
1956 Cadillac Sedan Deville кроме дополнительных дверей, больше ни чем не отличался от купе

Главной новинкой 1956 модельного года стало появление пятидверной версии автомобиля — Cadillac Sedan Deville. Впрочем, он ничем, кроме наличия двух дополнительных дверей, не отличался от купе. Более того, высоко расположенные, и от того почти невидимые, дверные ручки делали заднюю дверь малозаметной. Тем не менее, автомобили очень понравились покупателям, за первый год производства седанов было сделано почти в два раза больше, чем купе.
В этом модельном году ячейки решётки радиатора стали ещё мельче, на ней появилась позолоченная надпись Cadillac, встроенные в бампер подфарники были разнесены по краям. Капот стал более плоским, на передние крылья стали наносить эмблемы Cadillac и надписи Coupe de Ville или Sedan de Ville. Декоративные воздухозаборники на задних крыльях получили увеличенные горизонтальные переборки, а внизу крыльев появились характерные длинные горизонтальные выштамповки. Номерной знак сзади стал располагаться под бампером, выходы выпускных труб стали овальными.

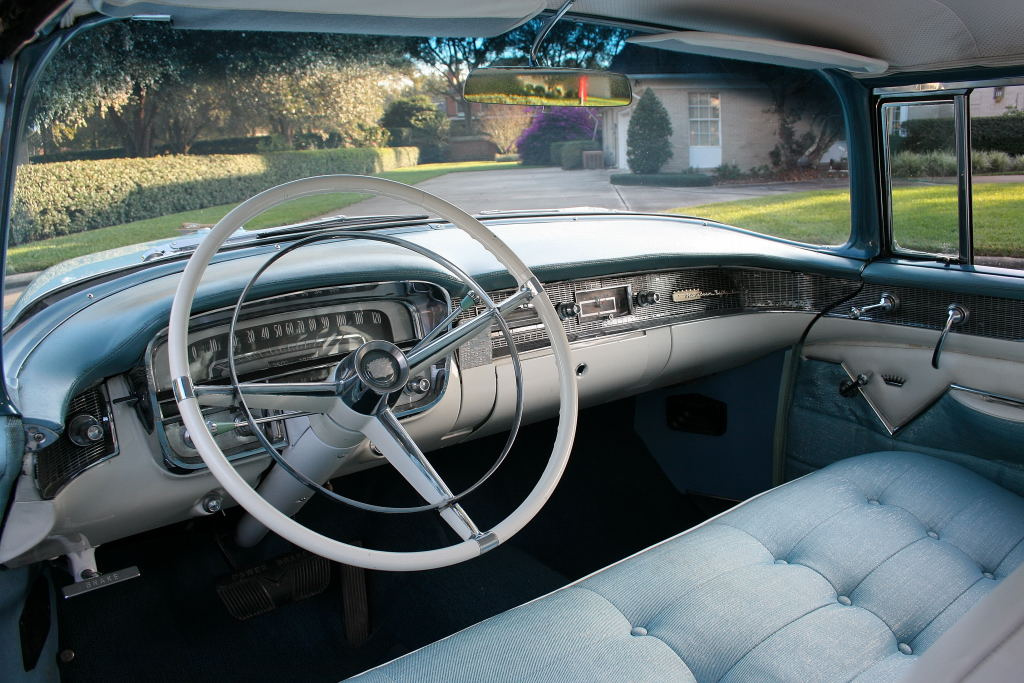
1956 Cadillac Series 62: трёхспицевое рулевое колесо, мягкое покрытие панели, перчаточный ящик по центру и широкая педаль тормоза

Для большей жёсткости, кузова седанов имели специальный усилитель пола в центре. Автомобили получили новые уплотнители дверей, снизившие шум в салоне. Блок управления стеклоподъёмниками на водительской двери, для более удобного управления левой рукой, был смещён вперёд и вниз, а перчаточный ящик теперь располагался посередине. По заказу можно было установить кондиционер, переднее сиденье с электроприводами подъёма сиденья и наклона спинки, радиоантенну с электроприводом, позолоченную решетку радиатора, дистанционное открывание крышки багажника.
За счёт увеличения диаметра цилиндров, рабочий объём двигателя возрос до 6 литров (365 кубических дюймов), мощность — до 285 л. с. (bhp). В двигателе применялись выпускные клапаны увеличенного диаметра, новый распредвал, обеспечивающий больший ход клапанов, новый коленвал с увеличенными коренными шейками. В выпускной системе были установлены глушители увеличенной длины. Новый четырёхкамерный карбюратор имел каналы большего диаметра. Для исключения прерывания подачи топлива при резком старте, забор бензина из бензобака был смещен назад. В обновлённой автоматической трансмиссии были изменены передаточные числа первой и второй передач, а использование управляемой гидромуфты (controlled coupling) вместо многодискового сцепления для блокировки планетарных рядов позволило повысить плавность переключения.
Новое трёхспицевое рулевое колесо стало удобнее, а новый лёгкий и компактный гидроусилитель с более мощным гидронасосом и новой клапанной системой позволили наполовину снизить усилие на руле и примерно на 10 % уменьшить его перемещение. Устанавливаемый с этого года стандартно новый усилитель тормозов был собран в единый узел с главным тормозным цилиндром. Это позволило сократить ход и усилие на новой более широкой педали тормоза, расположенной так, чтобы ей было удобно пользоваться как правой, так и левой ногами. Был полностью изменён внешний вид колпаков колёс. По заказу на автомобили устанавливались колёса со спицами серебристого или золотистого оттенка.
Всего было выпущено 65 818 автомобилей, из них — 41 732 седана. В сумме модели Deville по объёму выпуска обогнали автомобили 62-й серии, и вышли на первое место среди всех моделей Cadillac.

## 1957—1958

### 1957

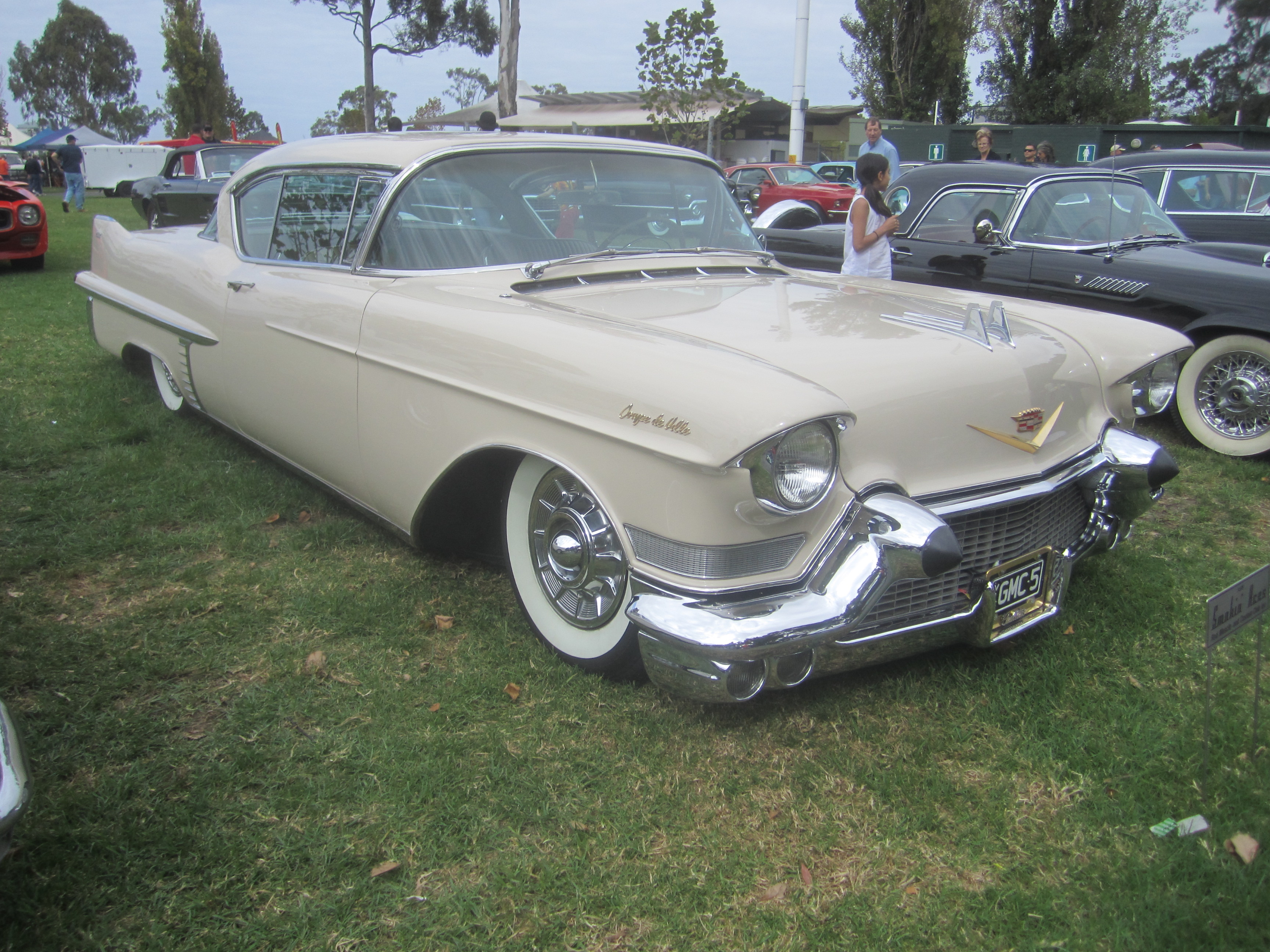
1957 Cadillac Coupe Deville

В этом модельном году были представлены новые, снаружи и внутри, автомобили: от более низкого и компактного ансамбля бампера и решётки радиатора спереди, до двух круглых подфарников с каждой стороны и вертикальных выпускных отверстий сзади. Автомобили стали ниже, имели более низкий капот, наклонённые назад передние стойки и большие, как самолётные кили, задние крылья. Новое декоративное оформление боковин, спереди и сзади, подчеркивало низкий и длинный силуэт автомобиля. До 3289 мм (129,5 дюймов) была увеличена колёсная база, седаны в этом году были на 127 мм (5 дюймов) короче купе. Все автомобили, купе и седаны, имели снаружи двухцветную окраску.
Для повышения прочности, кузова имели специальные усилители в зоне центральных стоек, а для снижения шума дополнительная шумоизоляция была установлена в специально рассчитанных зонах. Полностью новая хребтовая рама Х-образной формы имела более высокую жёсткость и позволила опустить кузов ниже. В местах крепления кузова к раме были установлены резиновые втулки, которые исключали контакт металла кузова и рамы и обеспечивали хорошую изоляцию салона от дорожных шумов и вибрации. Внутри автомобили имели совершенно новую панель приборов, новое рулевое колесо, по-новому расположенные дверные ручки. Купе и седаны имели восемь разных вариантов внутренней отделки зелёного, синего, бежевого, серого или чёрного цветов, тёмных и светлых оттенков. Новый, расположенный под капотом кондиционер (раньше — частично в багажнике) с воздушным фильтром, автоматический отопитель, радио, сидения с электроприводами подъёма и наклона спинки, позолоченная решётка радиатора, противотуманные фары — всё это можно было установить по заказу.
Применение новой камеры сгорания и увеличение степени сжатия, позволили поднять мощность двигателя до 300 л. с. (bhp). Кроме того, для улучшения наполнения цилиндров, двигатель имел увеличенные впускные клапаны и изменённые фазы газораспределения. Новый топливный насос повышенной мощности полностью исключил возможность образования паровых пробок в системе питания двигателя. Для лучшего охлаждения, аккумуляторная батарея была установлена в передней части автомобиля рядом с радиатором. Применение состоящего из двух частей карданного вала с промежуточной опорой, позволило понизить пол в задней части автомобиля. Полуоси заднего моста подвергались дополнительному термическому упрочнению и имели увеличенные подшипники.
Передняя и задняя колея автомобилей стали одинаковыми. В новой передней бесшкворневой независимой подвеске шкворень и резьбовые втулки снаружи (у колеса) были заменены шаровыми шарнирами (шаровыми пальцами), к раме рычаги по-прежнему крепились с помощью резьбовых втулок. Такая подвеска имела меньшие люфты и трение, что положительно сказалось на управляемости автомобиля. Гидроусилитель руля и вакуумный усилитель тормозов устанавливались стандартно. Новый привод стояночного тормоза можно было включать и выключать с помощью педалей.
Всего было изготовлено: 47 621 автомобиль, из них — 23 808 седанов.

### 1958

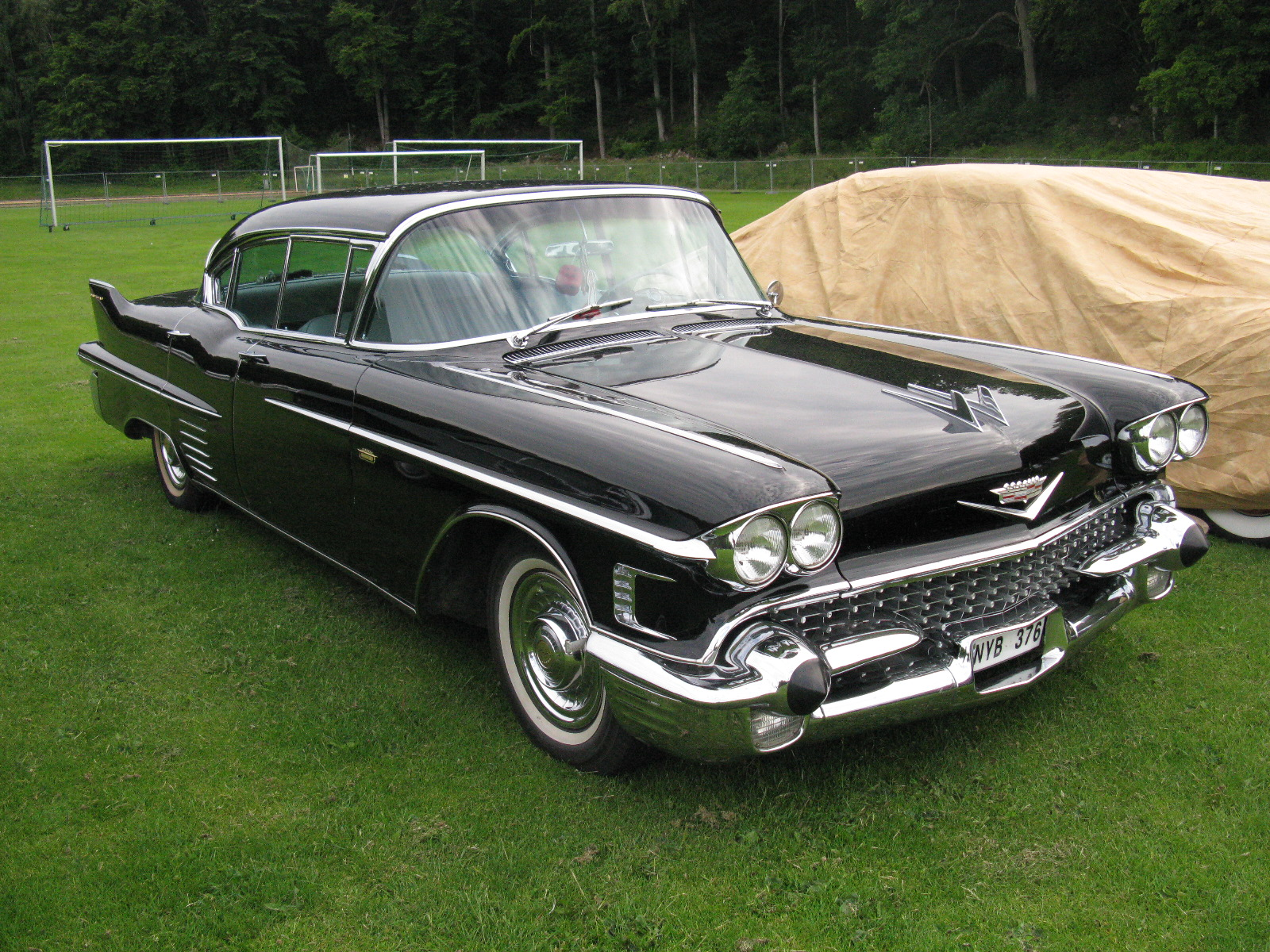
1958 Cadillac Sedan Deville с четырьмя фарами головного света

В 1958 модельном году Deville стали отдельной маркой в каталогах Cadillac. Автомобили имели сдвоенные «стрелы» на носу, горизонтальные полоски на задних крыльях, заменившие «жабры» и стилизованную «V» на крышке багажника. Кроме того, купе и седаны несли соответствующую надпись в обрамлении эмблемы Cadillac на переднем крыле. Новая, меньшей высоты решетка радиатора была сделана из анодированного алюминия. Но, конечно же, главным внешним отличием автомобилей этого модельного года было головное освещение, состоящее из четырёх фар. Наружные фары ближнего света использовались в городе, а внутренние фары дальнего света — на автостраде. Седаны в этом году были длиннее купе на 89 мм (3,5 дюйма), общая их длина превысила 5,7 м. Новинкой были устанавливаемые по заказу форточки передних дверей с электроприводом и система центральной блокировки дверей: нажатие любой из двух передних кнопок блокировки приводило к запиранию всех дверей автомобиля. К восьми вариантам цветовой отделки салона был прибавлен девятый, отделка бронзовым с чёрным.
За счёт увеличения степени сжатия, применения увеличенных выпускных клапанов и распредвала с кулачками иной формы, мощность двигателя была увеличена до 310 л. с. (bhp). Появился воздушный фильтр с сухим (бумажным) фильтрующим элементом. На автомобилях с кондиционером, для лучшего охлаждения, применялся новый кожух радиатора. На заказ, автомобили можно было оснастить двигателем мощностью 335 л. с. от Eldorado. Такая мощность получалась за счёт установки на двигатель трёх двухкамерных карбюраторов. Бо́льшую часть времени работал только один центральный карбюратор и только когда водитель выжимал педаль газа более чем на 75 % в работу включались два дополнительных.
Для большей плавности хода в передней подвеске стали применять более мягкий стабилизатор поперечной устойчивости. На автомобилях появилась новая задняя пружинная зависимая подвеска. Два, расположенных по краям, продольных нижних рычага крепились к выступам рамы и заднему мосту, на них опирались пружины подвески. Один верхний рычаг в центре в двух местах крепился к раме, а с помощью одного шарового шарнира — к заднему мосту. Такая подвеска была более компактной, что позволило расширить багажник и сделать его пол плоским. Кроме того, в подвеске этого типа удержание моста в горизонтальной плоскости обеспечивалось с помощью рычагов, что давало возможность заменить пружины пневмоэлементами. Устанавливаемая по заказу пневматическая подвеска состояла из четырёх пневмоэлементов (по два, спереди и сзади), компрессора, обеспечивающего их давлением воздуха и клапанов управляющих положением кузова. Пневмоподвеска обеспечивала совершенно иной уровень комфорта в движении и позволяла сохранять постоянным, независимо от нагрузки, уровень пола автомобиля. При необходимости, водитель мог, нажав кнопку, приподнять автомобиль на несколько сантиметров. По заказу, на автомобили можно было установить более широкие шины размерности 8,20×15 с белыми боковинами.
Всего было изготовлено 42 403 автомобиля, из них — 23 989 седанов.

## 1959—1960

### 1959
Даже если вы ничего не знаете об автомобилях и вся информация об американских машинах подчёрпнута вами из телепередач или кинофильмов, вы, скорее всего, узнаете эти формы. … Конечно же, это Кадиллак 1959 года.
Оригинальный текст (англ.)Even if you know nothing about cars and your only exposure to American automobiles is TV and movies, you probably recognize this shape. … . It is, of course, the 1959 Cadillac.

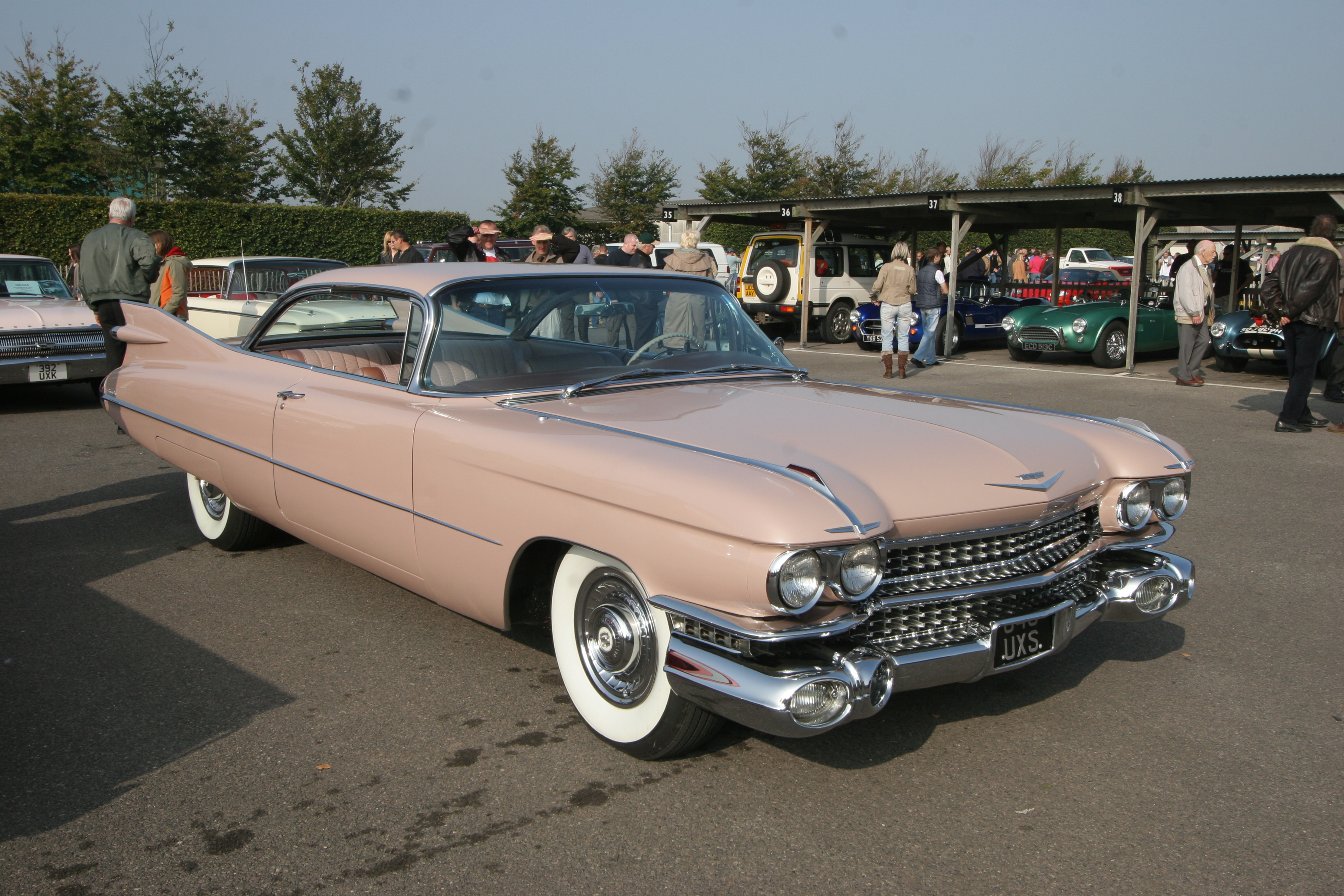
1959 Cadillac Coupe Deville

Силуэт автомобилей 1959 модельного года стал ещё ниже, появились новый капот и «двухэтажное» оформление передка. Панорамное ветровое стекло теперь было изогнуто и в третьей плоскости, оно стало заходить на крышу. Новые передние, а особенно задние крылья с огромными «плавниками» и, с расположенными сверху, «ракетоподобными» задними фонарями, похожие на сопла фонари заднего хода — все эти элементы определяли облик автомобилей Cadillac конца 1950-х годов. Колёсная база возросла до 3302 мм (130 дюймов), длина всех автомобилей стала более 5,7 м.
Седанов стало два: шестиоконный Sedan Six Window с небольшими треугольными окнами позади задних дверей и четырёхоконный Sedan Four Window с плоской крышей (Flat Top), у которого заднее стекло заходило на боковины кузова. Ёмкость бензобака возросла до 80 л, а его заправочная горловина теперь располагалась по центру, под задним бампером за откидной крышкой. Запасное колесо в багажнике лежало горизонтально (раньше — стояло вертикально) и могло быть закрыто заказанным за дополнительную плату чехлом.

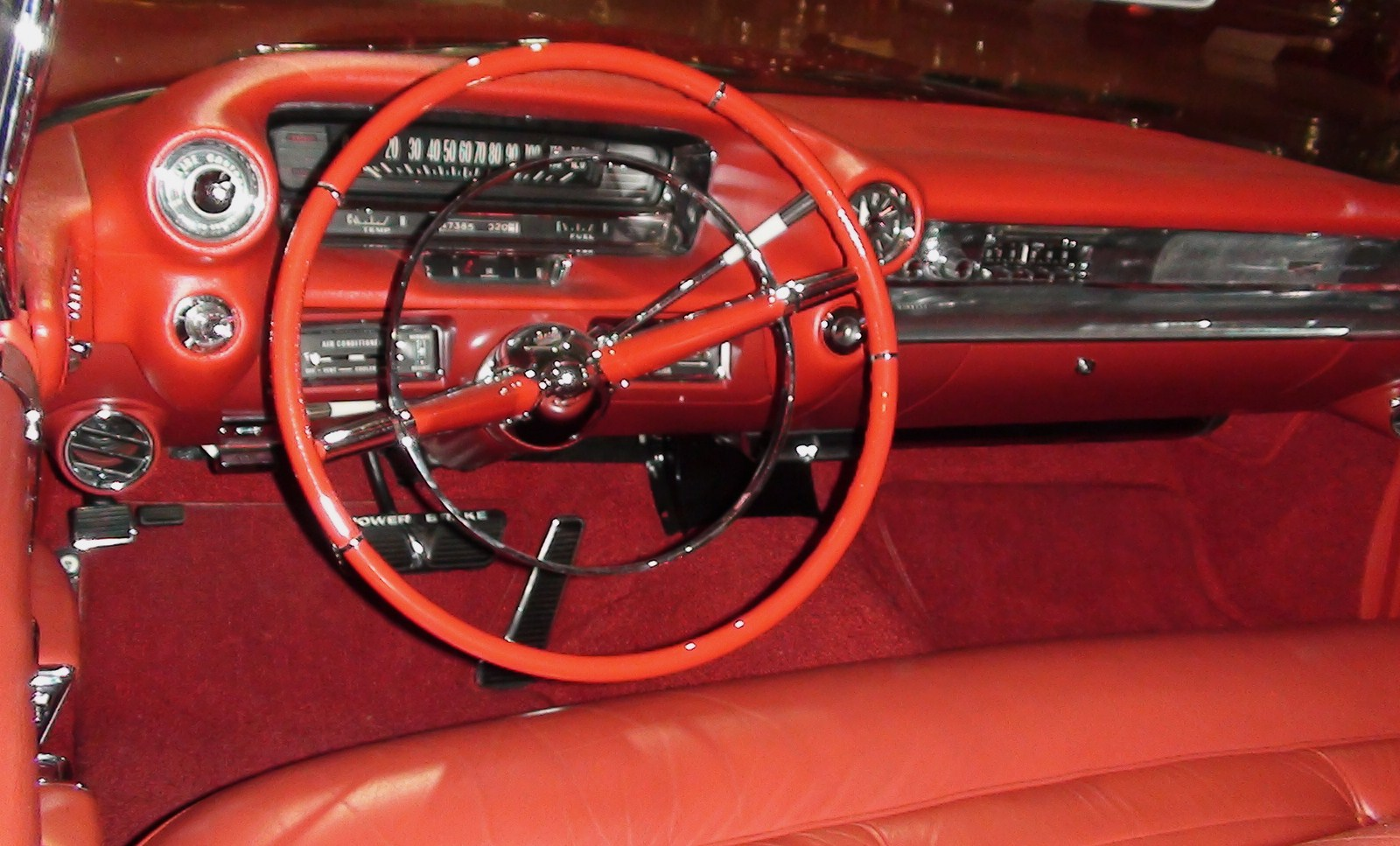
1959 Cadillac Eldorado. Вверху, слева от руля — круиз-контроль, левее, на отогнутой части панели, рычажки стеклоподъёмников, чуть ниже управление очистителем и омывателем ветрового стекла, внизу — педали включения и отключения стояночного тормоза.

Автомобили имели новую, также оформленную в «ракетном» стиле панель приборов. Имелось семь вариантов внутренней отделки салона. В список стандартного оснащения были добавлены карманы в спинке переднего сидения и тонированное заднее стекло. Устанавливаемый за доплату кондиционер имел режим рециркуляции: при повороте соответствующего рычажка прекращалась подача внешнего воздух в салон, что позволяло быстрее охладить его. Также, за доплату можно было установить тонированные ветровое и боковые стёкла и круиз-контроль. Для включения круиз-контроля водитель утапливал вращающуюся кнопку слева от руля и держал её в нажатом состоянии до достижения необходимой скорости. Затем он поворачивал кнопку против часовой стрелки до тех пор, пока не начинал ощущать противодействие педали газа. После отпускания кнопки автомобиль сам поддерживал заданную скорость независимо от того, движется он в гору, с горы или по ровной поверхности. Система автоматического переключения света фар с дальнего на ближний (Autronic-Eye) теперь работала на более надёжных и долговечных транзисторах. Очиститель ветрового стекла стал трёхскоростным.
Новый коленчатый вал и шатуны увеличили ход поршней и позволили довести рабочий объём двигателя до 6,4 литров (390 кубических дюймов). В сочетании с возросшей степенью сжатия, выпускными клапанами новой формы и новым впускным коллектором — всё это повысило мощность двигателя до 325 л. с. (bhp). Новый четырёхкамерный карбюратор Rochester имел автоматической привод воздушной заслонки системы холостого хода. На холодном двигателе заслонка была закрыта, обеспечивая подачу обогащённой бензиновой смеси в двигатель. По мере прогрева, заслонка автоматически открывалась, добавляя воздух и обедняя воздушную смесь. В двойной выхлопной системе выходы выпускных труб теперь располагались сзади под днищем автомобиля, а не по краям заднего бампера, как это было ранее. Появился более мощный топливный насос, новый низкий, но широкий радиатор имел большую площадь охлаждения и хорошо вписывался в обновлённую переднюю часть автомобиля. На машины с кондиционером устанавливали более мощный генератор для того, чтобы кондиционер мог работать при низких скоростях движения. Все автомобили стандартно оборудовались автоматической трансмиссией Hydra-Matic.
По заказу на автомобили можно было установить двигатель серии Q (Q-Engine) с тремя двухкамерными карбюраторами Carter доводящими его мощность до 345 л. с. (bhp).
В передней и задней подвесках автомобилей использовались новые газонаполненные амортизаторы. Меньшего диаметра рулевое колесо и новый рулевой механизм с гидроусилителем позволили уменьшить количество оборотов руля от упора до упора. Педаль тормоза теперь непосредственно, без промежуточных рычагов, воздействовала на толкатель вакуумного усилителя, что исключало дополнительное трение и зазоры в механизме, делало управление торможением более чётким, без потерь драгоценных секунд при экстренном торможении. Появились новые колёсные колпаки с выштампованными спицами и эмблемой Cadillac на бело-серебристом фоне.
Всего было выпущено 54 390 автомобилей, из них — 31 466 седанов.

### 1960

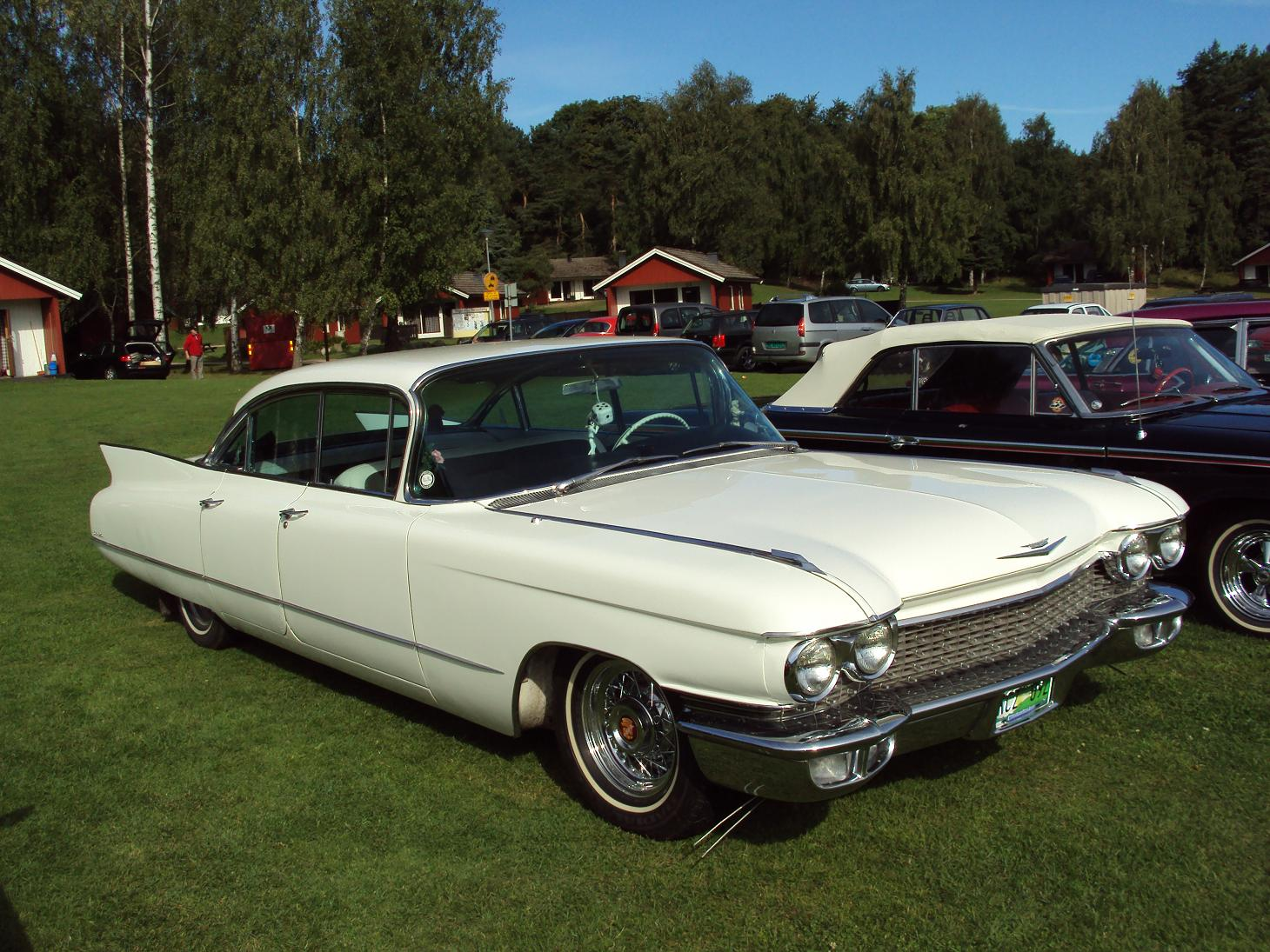
1960 Cadillac Sedan Deville Six Window

При сохранении тех же габаритов, что в предыдущем году, автомобили 1960 модельного года имели иной внешний вид. Новая облицовка радиатора и передний бампер стали менее вычурными. В декоративных стрелах наверху передних крыльев находились повторители указателей поворотов. Они позволяли водителю следить за работой «поворотников», не отрывая взгляда от дороги. Задняя хромированная накладка во всю ширину багажника стала сплошной, задние фонари стали встроенными в «плавники», «сопла» стали овальными, вытянутыми вверх. В них размешались фонари заднего хода, обрамлённые кольцом светоотражателей и габаритные фонари со стоп-сигналами.
В торцах дверей появились светоотражатели, на новом рулевом колесе кнопки подачи звукового сигнала были встроены в спицы. Для того чтобы женщины в туфлях на каблуках могли управлять автомобилем, в нижней части педали газа была сделана специальная прорезь.
Нижние рычаги задней подвески стали составными. Большая их часть оставалась жёсткой, но на концах, которыми рычаги крепились к раме, появились небольшие гибкие удлинители, играющие роль рессор. Всё это обеспечивало более комфортабельную и бесшумную езду. В барабанных тормозах появилось устройство автоматической регулировки зазора. По мере износа тормозных накладок, колодки автоматически пододвигались ближе к барабану так, чтобы зазор между ними и барабаном оставался постоянным. Такая конструкция обеспечивала стабильно небольшой свободный ход педали тормоза, надёжную работу «ручника» и не требовала дополнительных регулировок в промежутке между заменами колодок. Для лучшего охлаждения новые задние тормозные барабаны имели оребрение большей площади. Выключение стояночного тормоза стало автоматическим при запуске двигателя и перемещении рычага движения вперёд или назад.
Один из множества Кадиллаков, которыми владел Элвис Пресли, Coupe de Ville 1960 модельного года был продан в 2006 году с аукциона за 21 тысячу фунтов стерлингов.
Всего было выпущено 54 389 автомобилей, из них — 31 804 седана.

## 1961—1964
В 1961 модельном году автомобили имели меньшую в 129,5 дюймов (3289 мм) колёсную базу и длину (5,6 м). Появилась новая модель — шестиоконный седан с коротким багажником (Short Deck), который в этом году назывался Town Sedan. При неизменных габаритах и базе он имел багажник на 180 миллиметров короче. Считалось, что более коротким автомобилем будет удобнее пользоваться в городе при маневрировании и на парковках. Все автомобили оснащались тем же, что и в прошлом году двигателем рабочим объёмом 6,4 литра (390 кубических дюймов) и мощностью 325 л. с. (bhp), автоматическая трансмиссия Hydra-Matic устанавливалась стандартно.
Габариты автомобилей 1962 модельного остались прежними. Четырёхоконный седан избавился от панорамного, заходящего на боковины заднего стекла, вместо этого он обзавёлся широкими задними стойками и стал очень походить на купе. В этом году седан с укороченным багажником был сделан на его базе и назывался Park Avenue. Наиболее заметная деталь обновлённого внешнего вида автомобилей — это квадратные, встроенные в бампер подфарники. Все автомобили имели надпись Cadillac на решётке радиатора, знак V и эмблему на крышке багажника и соответствующую надпись (Coupe deVille, Sedan deVille или Park Avenue) на заднем крыле.

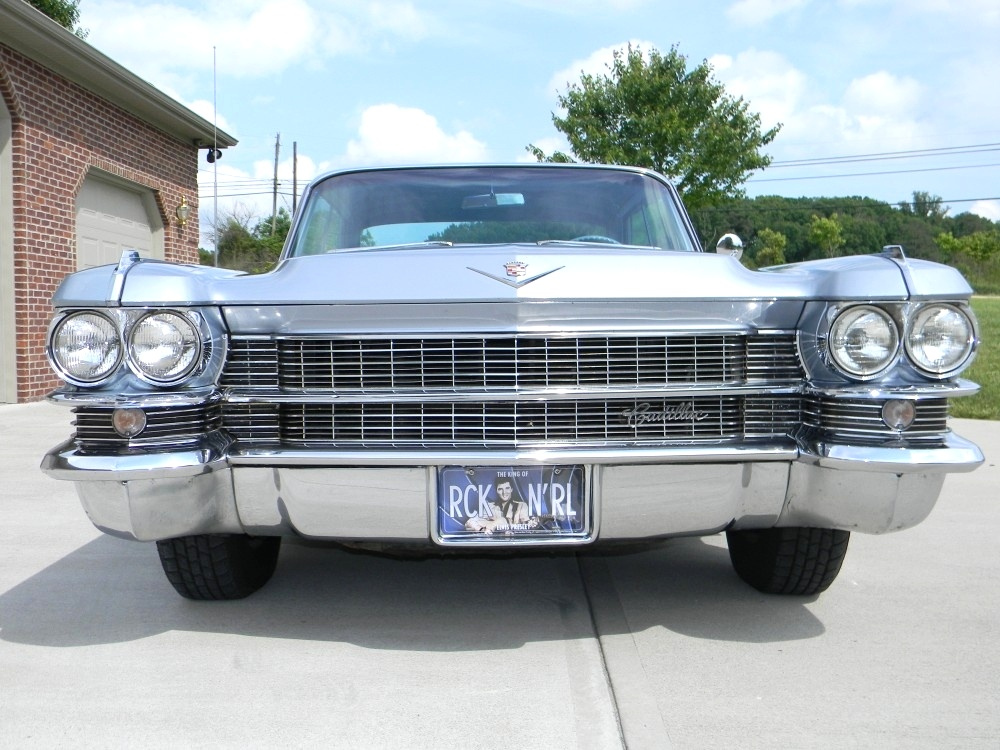
1963 Cadillac Sedan Deville, гранёный передок и выступающие крылья

Гранёный передок с выступающими крыльями, гладкие округлые боковины, автомобили 1963 модельного года выглядели совсем по-другому и стали на дюйм (25 мм) длиннее. Впервые за 14 лет двигатель был серьёзно модернизирован: он стал легче и компактнее. Было перекомпоновано расположение всего навесного оборудования, теперь большая его часть располагалась спереди, что упростило обслуживание. Рабочий объём и мощность двигателя остались прежними.
Автомобили 1964 модельного года стали ещё на полдюйма (13 мм) длиннее, но внешне мало чем отличались от ранее выпускавшихся машин. Седанов с укороченным багажником не стало, зато появились открытые версии автомобилей — кабриолеты Cadillac Deville Convertible. Рабочий объём двигателя был увеличен до 7 литров (429 кубических дюймов), мощность возросла до 340 л. с. (bhp). Все автомобили оснащались новой автоматической трансмиссией Turbo Hydra-Matic (THM).

## 1965—1970
Полностью новые автомобили 1965 модельного года были немного длиннее при сохранении прежней 129,5 дюймов (3289 мм) колёсной базы. С этого года предлагались четыре модели Deville: двухдверное купе (Coupe), четырёхдверный седан с узкими центральными стойками, окрашенными в цвет кузова (Sedan), четырёхдверный седан без центральных стоек (Hardtop Sedan) и открытый кабриолет (Convertible). Главное отличие автомобилей этого года — вертикальное, друг над другом, расположение фар головного света. Применение новой периферийной рамы позволило расширить колею, сдвинуть двигатель вперёд и освободить больше пространства в салоне.
По заказу на автомобили 1966 модельного года можно было установить стереофонический радиоприёмник и раздельные передние сидения с подголовниками и электрообогревом. Для продажи в Калифорнию, где применялись более строгие требования по ограничению выбросов, использовались двигатели оснащенные системой дожига углеводорода в отработавших газах (Air Injection Reactor system, «A-I-R»). Специальный насос подавал чистый воздух в выпускной трубопровод доводя химическую реакцию горения до конца. Новый рулевой механизм с переменным передаточным отношением позволил на треть уменьшить количество оборотов руля от упора до упора без увеличения усилия.

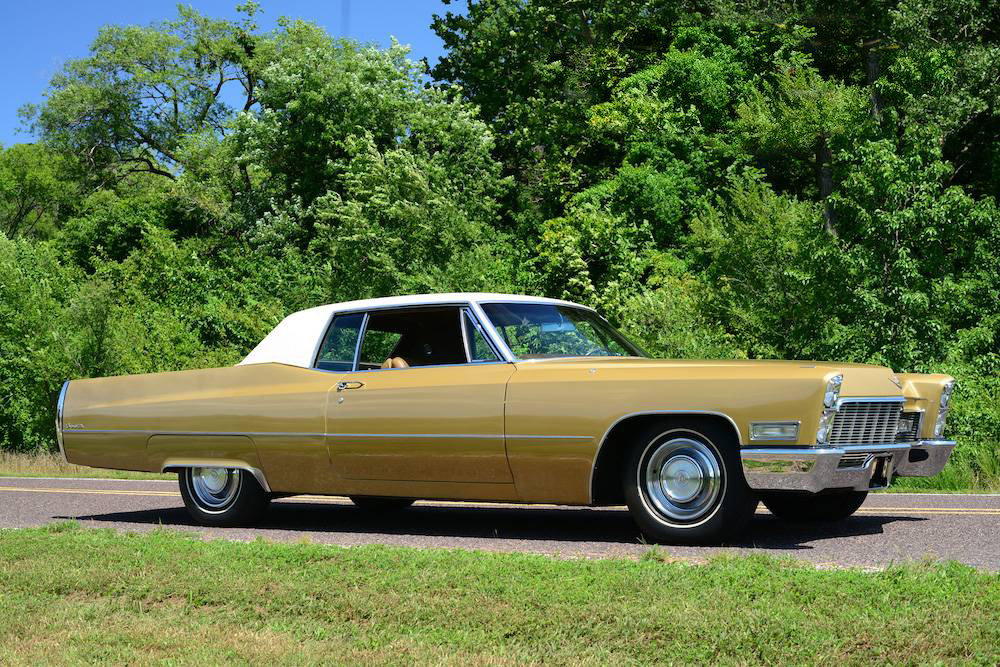
1968 Cadillac Coupe Deville с наклонёнными вперёд блоками расположенных друг над другом фар

В 1967 модельном году блок расположенных друг над другом фар наклонился вперёд, появился излом подоконной линии в задней части автомобилей и широкие задние стойки у купе. На все автомобили стали устанавливать безопасное (с мягким центром) рулевое колесо и складывающуюся при ударе рулевую колонку.
Автомобили 1968 модельного года стали длиннее, полная длина их превысила 5,7 метров. Для придания изящного внешнего вида, стеклоочистители были спрятаны в нижней части ветрового стекла за кромкой удлинённого капота. Хорошо заметной отличительной чертой автомобилей этого года были размещённые по бокам задних фонарей лампы габаритов. Но самым главным в этом модельном году стал полностью новый с 1949 года двигатель рабочим объёмом 7,7 литров (472 кубических дюйма) и мощностью 375 л. с. (bhp). Это был самый большой двигатель среди американских автомобилей на тот момент.

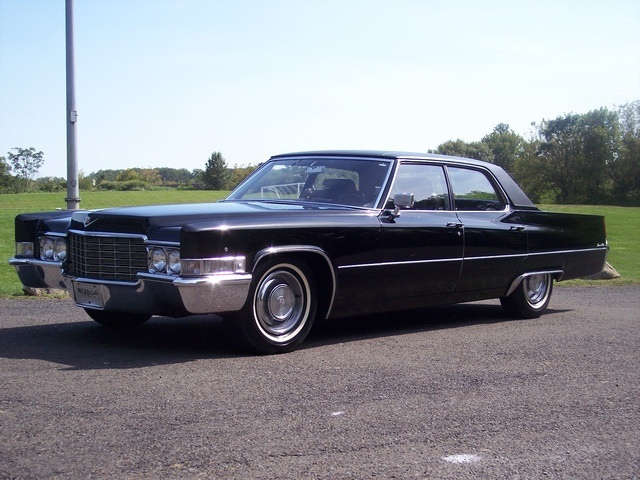
1969 Cadillac Sedan Deville с горизонтальным расположением фар

В 1969 модельном году автомобили стали ещё длиннее, четыре фары теперь располагались горизонтально. Исчезли передние форточки, поэтому для создания хорошего воздухообмена при закрытых окнах, применялась новая система вентиляции с большим количеством вентиляционных отверстий и регулировкой направления воздуха внутри салона. Автомобили могли оснащаться двумя раздельными передними сидениями с регулировкой наклона спинки, которые имели электрический привод смещения вперёд-назад (два направления) или полную регулировку по шести направлениям (вперёд-назад, вверх-вниз и по углу наклона спинки). По заказу можно было установить кассетный стерео проигрыватель формата Стерео 8. Передние дисковые тормоза с плавающим суппортом и вентилируемыми дисками стали стандартными.
В следующем, 1970 модельном году с капота автомобилей исчезла буква V. Взамен неё появилась увеличенная эмблема Cadillac, а на передних торцах крыльев — эмблемы с крылышками. Появились задние фонари новой формы и большая эмблема на багажнике. Радиоантенна теперь была встроена в лобовое стекло: две невидимые нити толщиной 0,1 миллиметра были размещены между слоями ветрового стекла. Спереди впервые использовался поворотный кулак из высокопрочного чугуна выполненный как единое целое с рулевой тягой и направляющей переднего тормоза. На автомобили стали устанавливать радиальные шины.

## 1971—1976

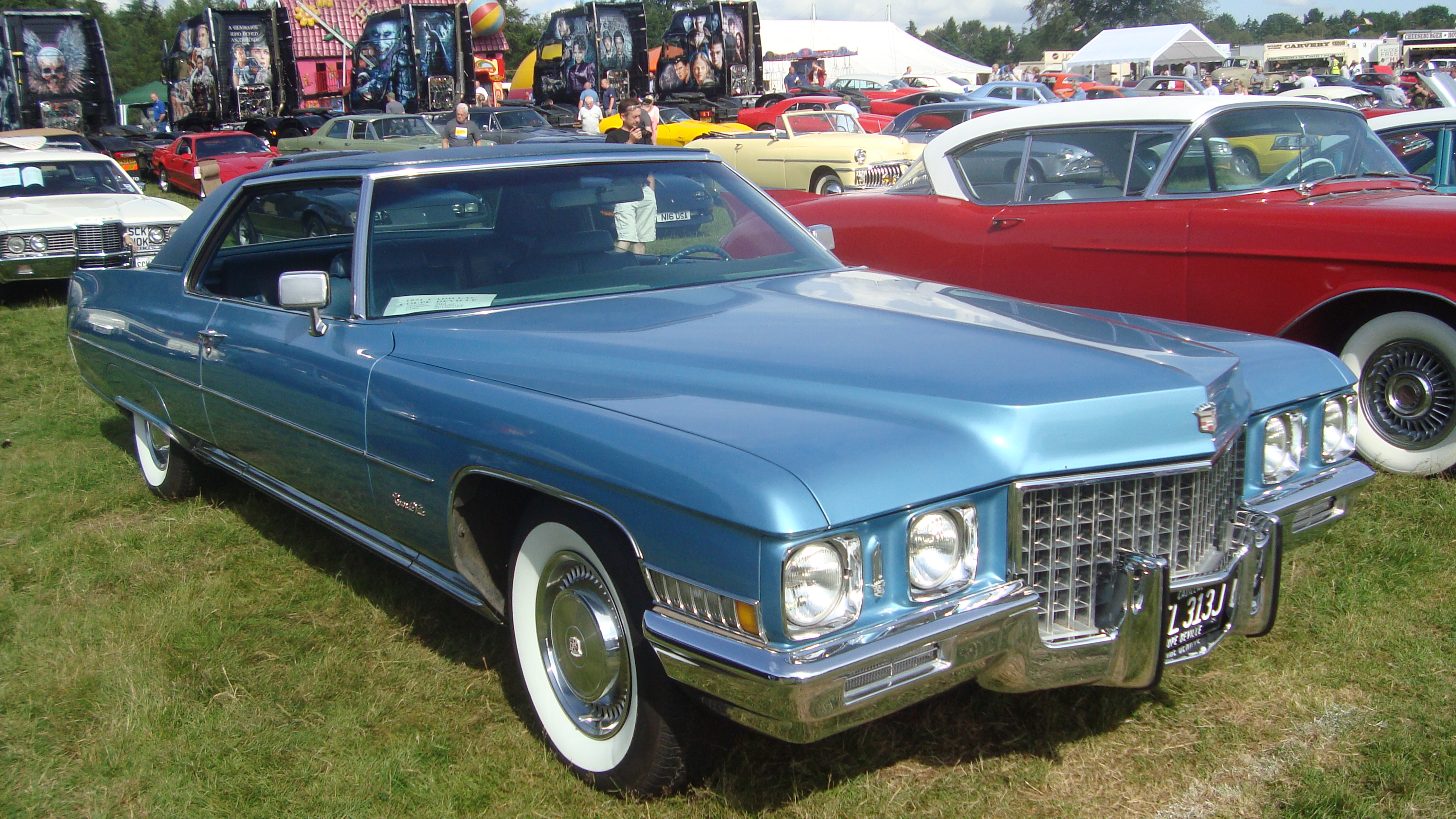
1971 Cadillac Coupe Deville, крылатые эмблемы между фарами и крупные «клыки» на бампере

В линейке Cadillac Deville 1971 модельного года осталось только две модели, купе и седан, обе с кузовами без центральных стоек (pilarless). Они были переведены на новую, большей величины колёсную базу в 130 дюймов (3302 мм), общая длина их также возросла.
Новый бампер с выступающими «клыками» стал играть более важную роль в оформлении передка. Подфарники были вмонтированы непосредственно в бампер, все четыре фары головного света имели собственную окантовку. Между парами фар были установлены крылатые эмблемы Cadillac. Новая комбинация задних фонарей была упакована в стройную вертикальную конструкцию, горизонтальные фонари заднего хода были установлены в бампер. В салоне появились новая, повёрнутая к водителю панель приборов и новое рулевое колесо. Новая опция — люк в крыше (Sun Roof) позволял наслаждаться солнцем и свежим воздухом без пыли и шума.
Новые головки блока цилиндров и изменённые поршни восьмицилиндрового V-образного двигателя рабочим объёмом 7,7 литров (472 кубических дюйма) позволили понизить степень сжатия для того, чтобы он мог работать на неэтилированном бензине. Кроме того, с этого года автопроизводители США стали указывать реальную мощность двигателя с навесным оборудованием, поэтому декларируемая мощность мотора упала до 220 л. с. Двигатель оборудовался рядом специальных систем, снижающих загрязнение окружающей среды.
Геометрия передней независимой и задней зависимой пружинных подвесок была серьёзно переработана с целью улучшения плавности хода. Рулевое управление с гидравлическим усилителем с переменным передаточным отношением, также имело изменённые характеристики.

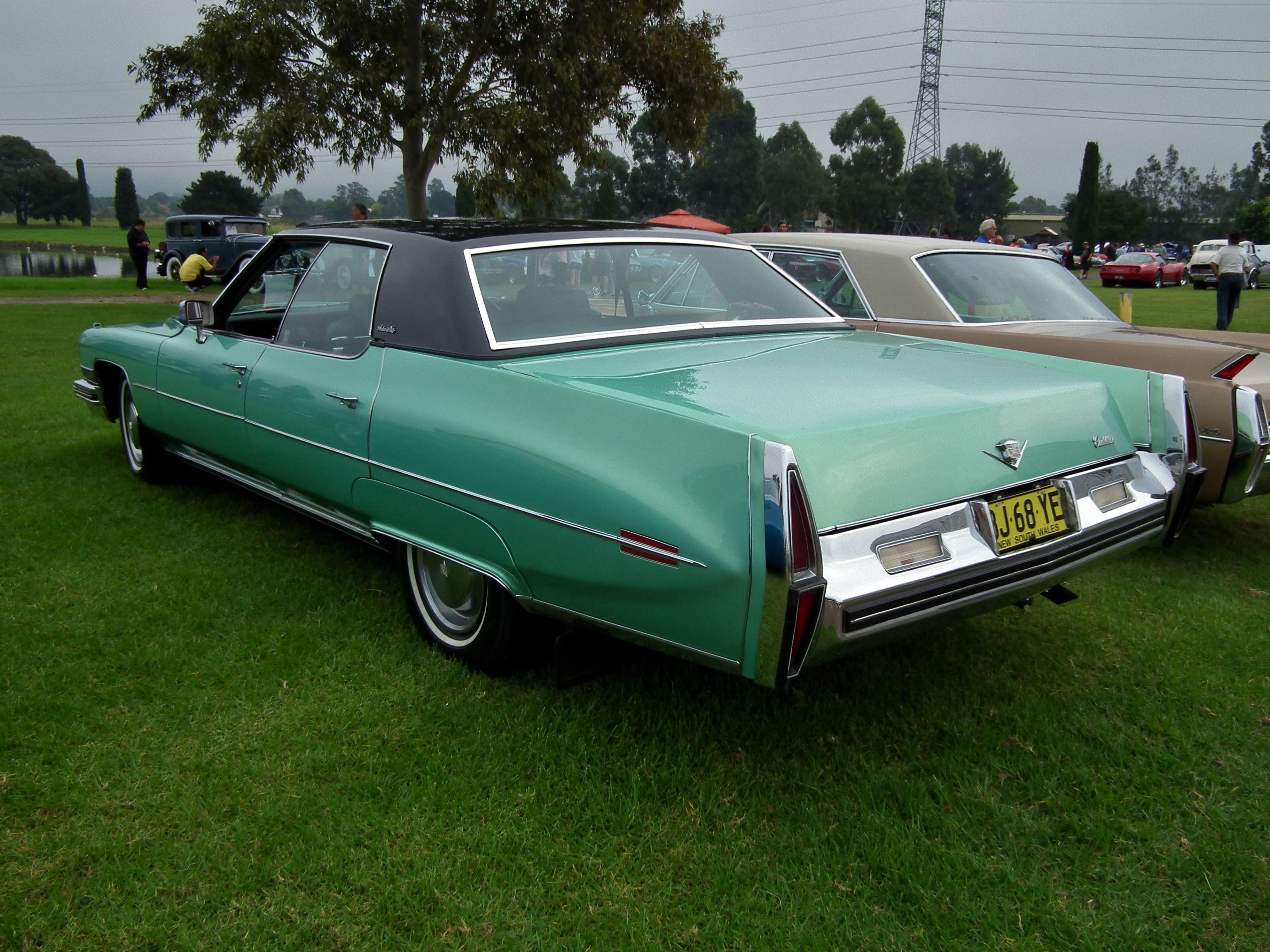
1973 Cadillac Sedan Deville, выступающий энергопоглощающий задний бампер

Из-за применения передних энергопоглощающих бамперов автомобили 1972 модельного года стали немного длиннее. Специальной конструкции передний бампер был выдвинут вперёд и должен был утапливаться и поглощать энергию удара при столкновении на скорости до 8 км/ч, а затем возвращаться в исходное положение. С него были убраны подфарники, теперь они располагались между фарами головного света. Вновь появились V и эмблемы Cadillac на капоте и крышке багажника.
Автомобили 1973 модельного года стали ещё длиннее (5,8 м) из-за энергопоглощающего заднего бампера. Он был выдвинут назад, и прикрывал задние фонари новой формы, которые теперь были разделены надвое по горизонтали. Обновился передний бампер, облицовка решётки радиатора и капот. Комбинации габаритных фонарей и указателей поворотов, размещённые между фарами, стали крупнее.

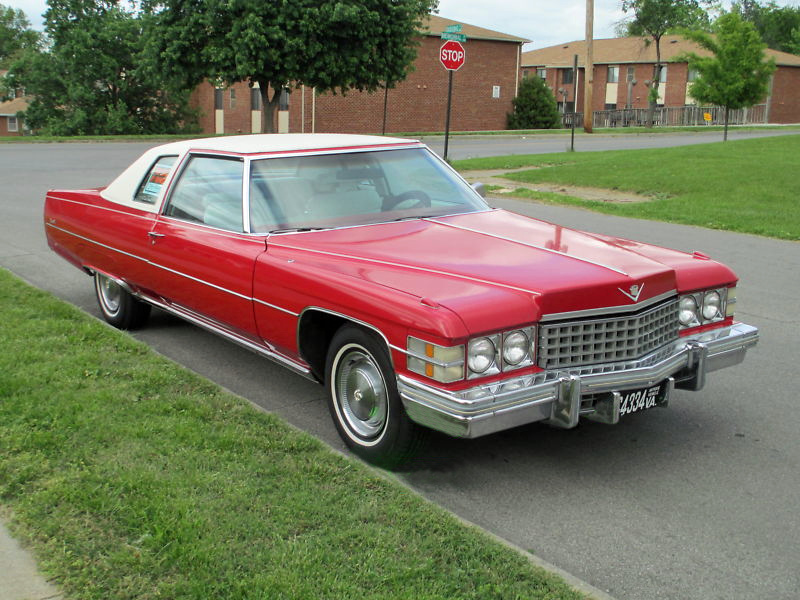
1974 Cadillac Coupe Deville, круглые фары, «двухэтажные» боковые фонари и окошки в задних стойках

Изменений в автомобилях 1974 модельного года было намного больше, чем за нескольких предыдущих лет. Фары, наконец, собрались вместе, в два компактных блока. По углам передних крыльев появились заходящие на боковину «двухэтажные» блоки подфарников, указателей поворотов и боковых фонарей. В широких задних стойках купе появились окошки, сразу ставшие отличительной чертой этих автомобилей. Хромированные окончания задних крыльев стали частью бампера и, при небольших столкновениях, могли утапливаться за счёт деформации полиуретановых вставок между ними и кузовом. Теперь в них размещались только габаритные фонари, стоп-сигналы были перемещены на заднюю панель багажника.
Как купе, так и седаны выпускались в специальном исполнении D’Elegance. Внешне такие автомобили отличались контурной эмблемой Cadillac на капоте, надписью D’Elegance на задней стойке, а внутри имели более роскошную отделку. Кроме того, купе мог иметь покрытую винилом только в задней части крышу в исполнение Cabriolet.
Новое рулевое колесо и новая более функциональная панель приборов, развернутая во всю ширину автомобиля, делали интерьер более просторным и лучше организованным. Все автомобили стандартно оборудовались системой предупреждения о не пристёгнутых ремнях безопасности. До тех пор пока водитель и передний пассажир не пристегнутся, завести мотор было невозможно. По заказу на автомобили могла быть установлена «Удерживающая система с воздушными подушками» — Air Cushion Restraint System (ACRS), то есть подушки безопасности.
Для лучшей работы двигателя на низкооктановом бензине (91) была вновь понижена степень сжатия и мощность мотора упала до 205 л. с.

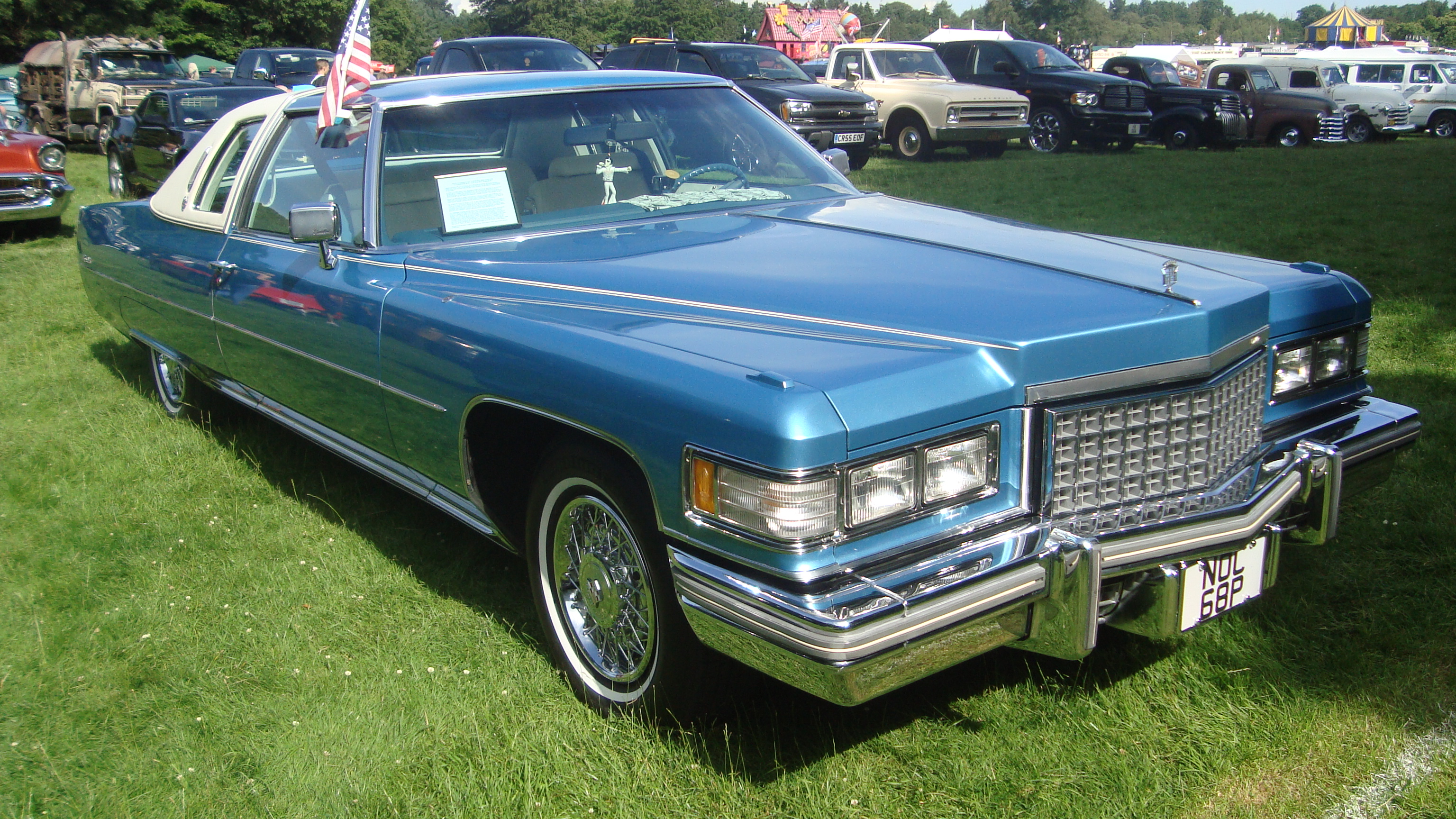
1976 Cadillac Coupe Deville, квадратные фары, окошки в задних стойках и опционное покрытие крыши в стиле Cabriolet

Главным отличием автомобилей 1975 модельного года стали новые прямоугольные фары, которые придали им более элегантный внешний вид. «Двухэтажные» боковые фонари уступили место более широким обычным, в задних стойках седанов, также, появились небольшие окошки. В 1976 модельном году была немного изменена решётка радиатора, в крупных ячейках появились крестики, а стоп-сигналы на задней панели получили хромированную окантовку.
На все автомобили стали устанавливать двигатель увеличенного до 8,2 литров (500 кубических дюймов) рабочего объёма мощностью всего 190 л. с., так как их стали оборудовать каталитическими нейтрализаторами отработавших газов. Чуть позже появилась возможность заказать этот двигатель с электронной системой центрального впрыска топлива, которая повысила его мощность до 215 л. с., одновременно сократив расход топлива.

## 1977—1984

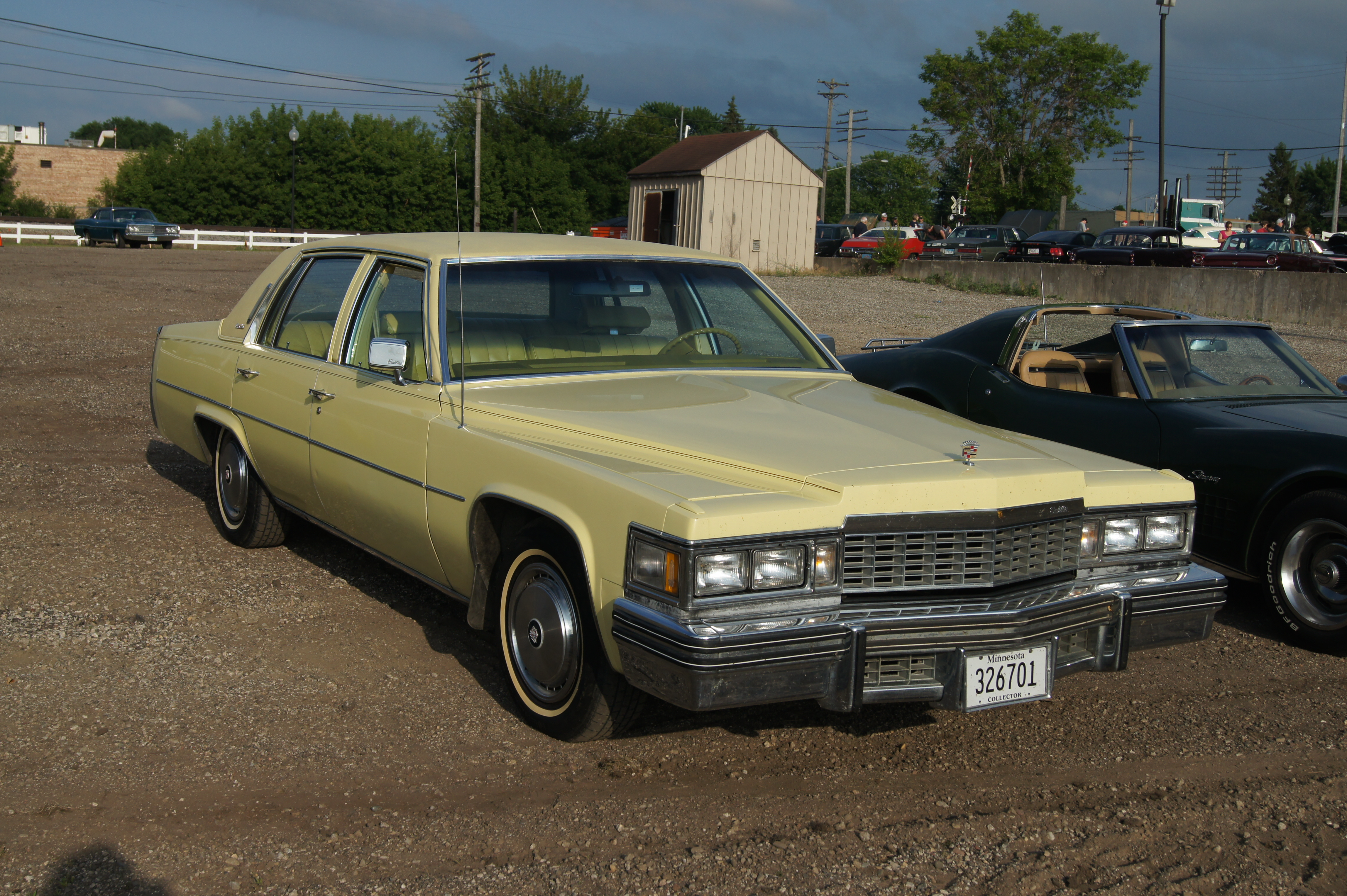
1977 Cadillac Sedan Deville с центральными стойками

Новые автомобили 1977 модельного года потеряли главную особенность серии Deville — кузова без центральных стоек (pilarless). Теперь обе модели имели дверные стёкла с рамками, а седан мощные центральные стойки. Автомобили стали значительно меньше: короче и легче, при этом разработчикам удалось сохранить все традиционные черты и стиль автомобилей Cadillac. Полностью переработанный салон стал даже немного просторнее: увеличилось пространство для ног и над головой задних пассажиров.
Новая передняя панель была лучше организованна: все необходимые водителю органы управления находились слева, по центру автомобиля были расположены общие приборы, такие как климат-контроль и радио. Выбор стереофонических радиосистем был широким как никогда: обычный радиоприёмник с плеером Стерео 8, радио с поиском станций, радиоприёмник с цифровым дисплеем и радио со встроенным CB-передатчиком. С 1978 модельного года можно было заказать радиоприёмник с кассетным плеером, а в 1979 году — радио с электронным управление и автоматическим поиском станций.
Восьмицилиндровый V-образный двигатель был также уменьшен до рабочего объёма 7 литров (425 кубических дюйма), мотор с карбюратором развивал мощность в 180 л. с., двигатель с системой центрального впрыска топлива с электронным управлением — 195 л. с. Во второй половине 1979 модельного года появилась возможность заказать установку на автомобиль дизельного восьмицилиндрового V-образного двигателя рабочим объёмом 5,7 литров (350 кубических дюймов) и мощностью 120 л. с.
Существенно модернизированные передняя независимая и задняя зависимая пружинные подвески улучшили устойчивость и управляемость автомобиля. Как спереди, так и сзади были установлены стабилизаторы поперечной устойчивости.

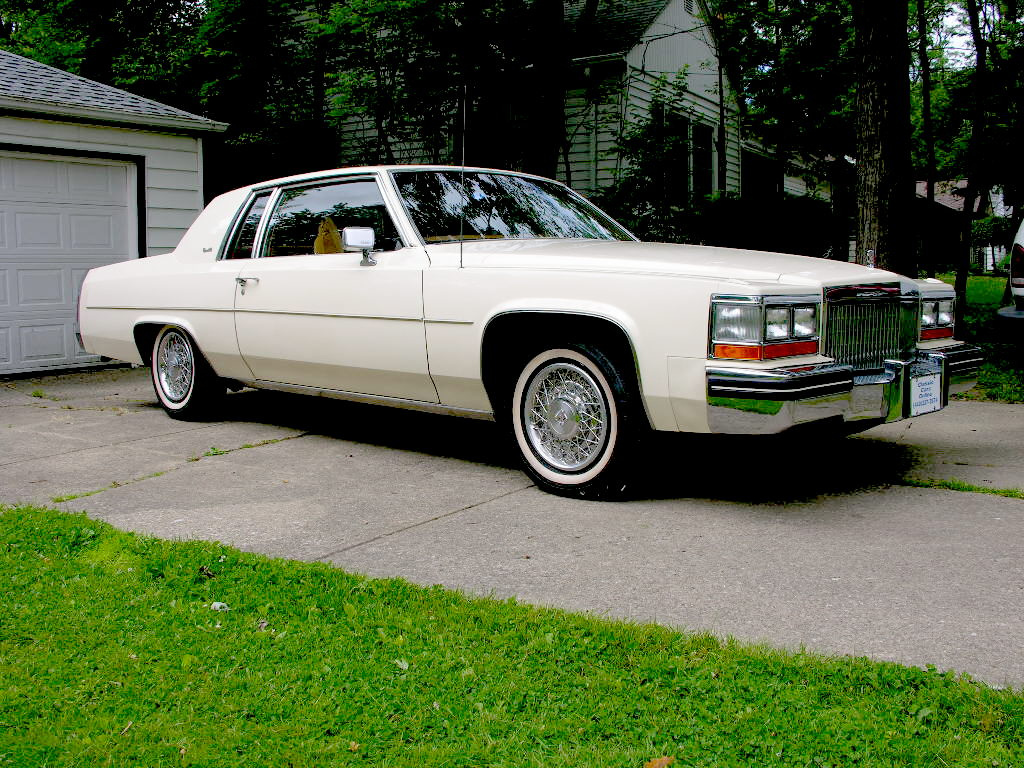
1980 Cadillac Coupe Deville, новое оформление передней светотехники, новая решетка радиатора и «клыки» по центру, другие окошки в задних стойках

С 1980 модельного года изменился силуэт автомобилей: уменьшился наклон заднего стекла, изменились окошки в задних стойках купе, боковые панели получили выштамповку понизу. Спереди появилась новая решётка радиатора, указатели поворотов теперь располагались под фарами, «клыки» вновь собрались вместе. Новая линия крыши позволила сдвинуть задние сидения назад, ещё больше увеличив пространство для пассажиров. Была улучшена шумоизоляция кузова, новые коврики имели специальное поглощающее шумы покрытие. С 1981 модельного года появилась новая с полностью электронным цифровым управлением система климат-контроля. Надо было просто ввести требуемую температуру в салоне, и она поддерживалась автоматически. По заказу можно было установить передние сидения «с памятью», в которой хранились два варианта настроек положения сидений, например «для него» и «для неё».
Для достижения законодательно установленного среднего по фирме расхода топлива, рабочий объём базового восьмицилиндрового V-образного двигателя был ещё раз снижен, теперь до 6 литров (368 кубических дюймов). Двигатель с четырёхкамерным карбюратором развивал мощность 150 л. с., а мотор с центральным впрыском топлива — 145 л. с. В 1981 модельном году он был заменён оригинальным восьмицилиндровым V-образным двигателем с отключением части цилиндров (V8-6-4). В зависимости от условий движения, с целью экономии топлива, по команде электронного блока управления двигатель переходил на работу с шестью или только четырьмя цилиндрами. Двигатель оказался очень капризным, система управления была не способна правильно включать и выключать цилиндры в реальных условиях эксплуатации. Поэтому, в 1982 модельном году его заменили новым восьмицилиндровым V-образным двигателем с алюминиевым блоком цилиндров рабочим объёмом 4,1 литра (249 кубических дюйма) и мощностью 125 л. с. Кроме того, в 1981—1982 модельных годах была доступна по заказу установка шестицилиндрового V-образного двигателя рабочим объёмом 4,1 литра (252 кубических дюйма) мощностью 125 л. с.

## 1985—1993

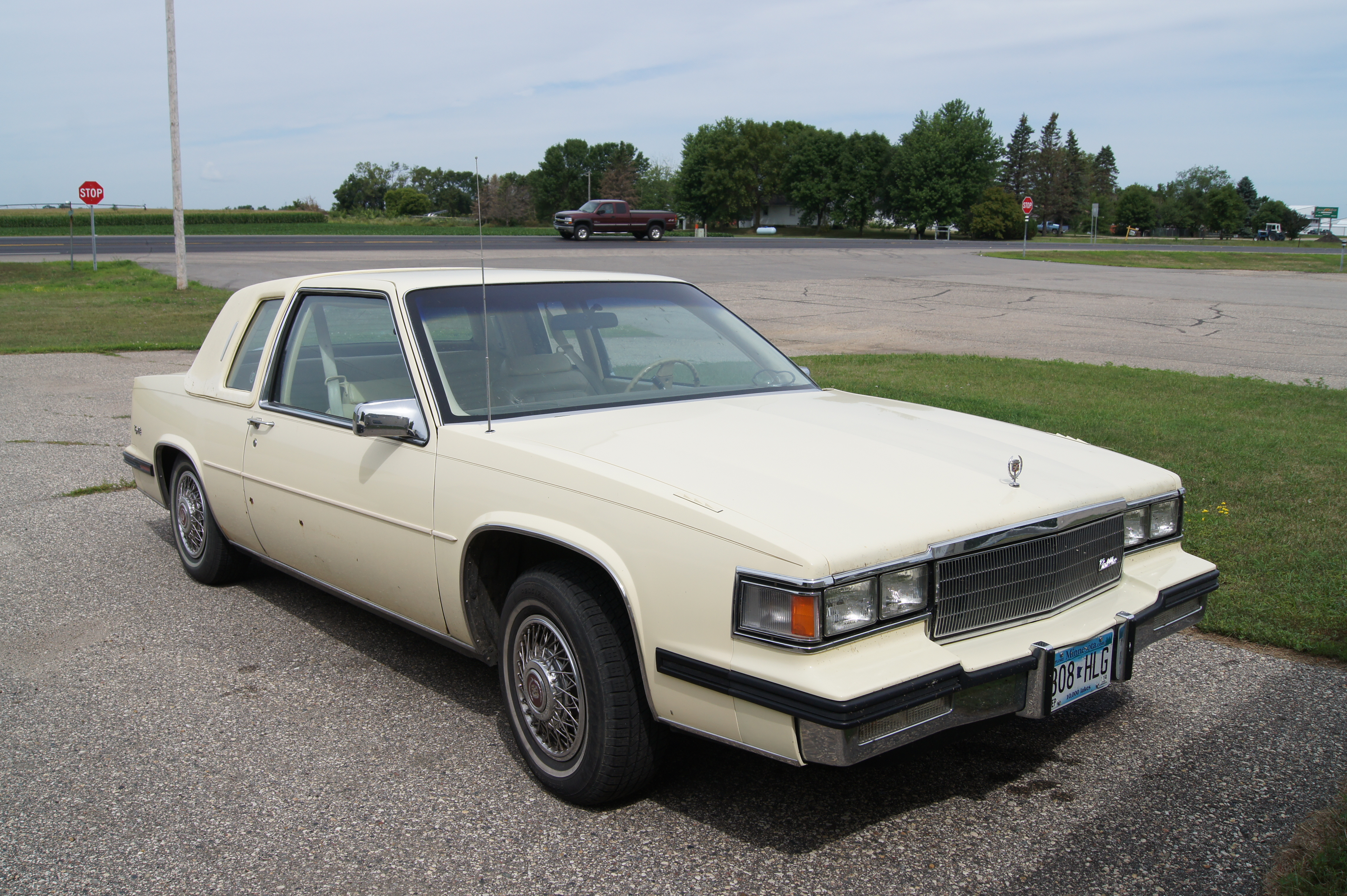
1985 Cadillac Coupe Deville с опционной отделкой задней части крыши искусственной кожей

Переднеприводные автомобили 1985 модельного года, купе и седан имели расположенный спереди поперечно восьмицилиндровый V-образный двигатель совмещённый с автоматической гидромеханической коробкой передач. Такое размещение силового агрегата позволило существенно сократить занимаемое им место и увеличить пространство салона, особенно в зоне ног передних пассажиров. Так что, несмотря на то, что автомобили стали меньше и перешли на более короткую в 110,8 дюймов (2815 мм) колёсную базу, размеры салона практически не сократились.
Полностью новый интерьер и лучше организованная передняя панель обеспечивали большее удобство управления и создавали ощущение простора, в частности за счёт больших стёкол. По заказу, можно было установить оригинальную электронную цифровую вакуумно-флуоресцентную панель приборов, которая добавляла роскоши в салоне.
Автомобили оснащались 4,1-литровым восьмицилиндровым V-образным бензиновым двигателем мощностью 125 л. с. с системой центрального впрыска топлива с цифровым электронным управлением. Только в 1985 модельном году предлагался дизельный 4,3-литровый V-образный шестицилиндровый двигатель мощностью всего 85 л. с.
Для любителей не только комфортабельной, но и быстрой езды в 1986 модельном году были выпущены Touring версии всех моделей. Более жёсткие пружины и стабилизаторы поперечной устойчивости передней и задней подвесок, «короткое», с уменьшенным передаточным отношением рулевое управление, форсированный до 130 л. с. двигатель придавали автомобилям улучшенные ездовые свойства. Внешне модели отличались большим сполером с противотуманными фарами под передним бампером и небольшим — на кромке крышки багажника, широкими серыми молдингами по низу кузова, литыми 15-дюймовыми колёсами.

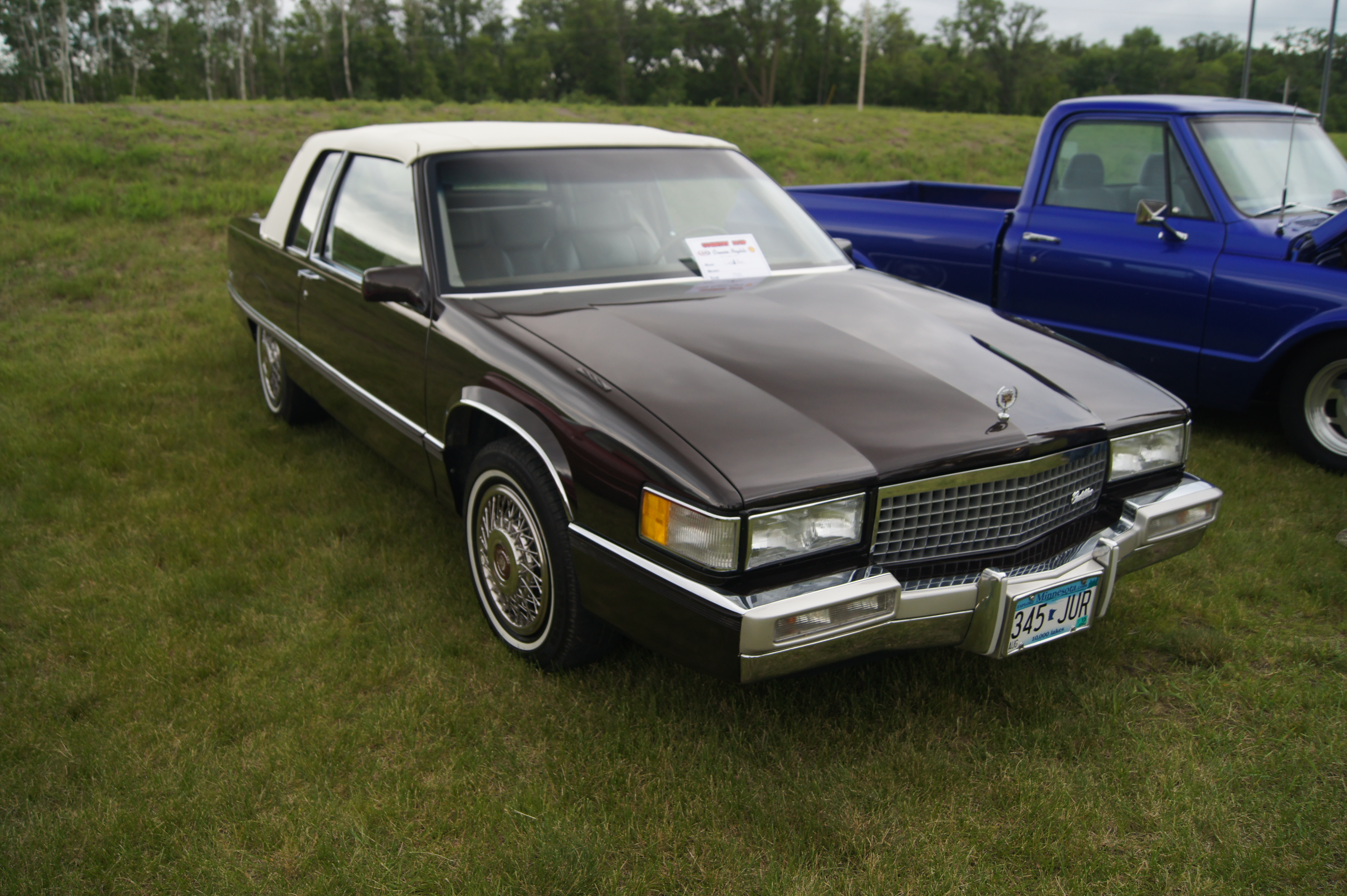
1989 Cadillac Coupe Deville с отделкой всей крыши тканью «под кабриолет»

В 1987 модельном году внешность автомобилей была немного изменена. Появилась возможность заказа автомобиля с двухцветной окраской кузова, только для купе можно было заказать отделку всей крыши тканью, имитирующей открытый автомобиль, кабриолет. C 1988 модельного года автомобили стали оборудоваться двигателем увеличенного, за счёт большего диаметра цилиндров, до 4,5 литров рабочего объёма, мощностью 155 л. с.
С 1989 модельного года все автомобили серии стали больше, а четырёхдверные модели были переведены на увеличенную до 2890 миллиметров (113,8 дюймов) колёсную базу, так как покупатели стали предпочитать большие седаны. Внешне изменённые автомобили отличались новыми передним и задним бамперами, новым капотом и более широкой решёткой радиатора. Для выполнения вводимых норм по сопротивлению удару был усилен кузов, а в 1991 модельном году вновь появилась спортивная версия модели, но теперь только для седана — Touring Sedan.
В 1991 модельном году на все модели стали устанавливать обновлённый, увеличенного до 4,9-литров рабочего объёма двигатель мощностью 200 л. с. с центральным впрыском топлива. Вместе с ним устанавливалась новая, управляемая электроникой четырёхступенчатая автоматическая коробка передач с повышающей последней передачей.
С 1993 модельного года стала стандартной ранее устанавливаемая по заказу подвеска с электронным управлением. В ней, с помощью специальных устройств в зависимости от условий движения, автоматически меняла жёсткость на каждом колесе. Антиблокировочная система тормозов стала стандартным оборудованием с 1991 модельного года, а противобуксовочная система предлагалась под заказ c 1992-го.

## 1994—1999

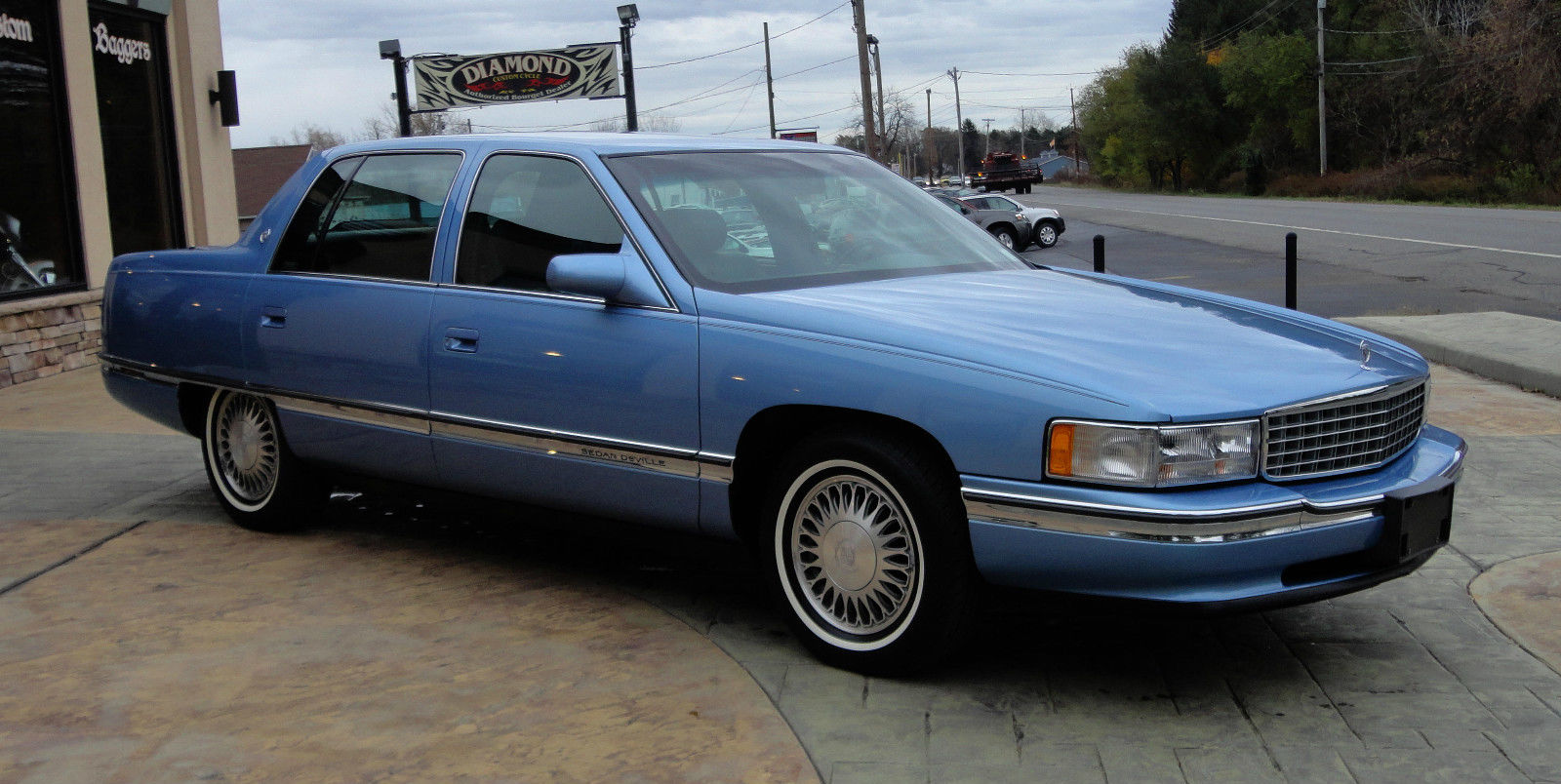
1994 Cadillac Sedan Deville с частично закрытыми задними колёсами

С 1994 модельного года прекратилось производство Coupe Deville, в продаже остались только седаны. Автомобиль был переведён на новую переднеприводную платформу K-body и его сборка вернулась в Детройт. Новый седан сохранил прежнюю колёсную базу 113,8 дюймов (2891 мм), но стал немного длиннее. Он имел стройный обтекаемый кузов с мощным передним бампером, хромированная окантовка которого переходила на боковины кузова в виде широкого молдинга с надписями Sedan Deville на дверях.
Кузов был спроектирован с учётом требований стандартов по сопротивлению удару, в том числе — сбоку. Он имел каркас, изготовленный из высокопрочной стали, в котором размещались пассажиры и деформируемые зоны спереди и сзади.
Расположенный спереди поперечно V-образный восьмицилиндровый нижневальный (OHV) двигатель рабочим объёмом 4,9 литра мощностью 200 л. с. остался прежним. С двигателем была состыкована автоматическая гидромеханическая четырёхступенчатая трансмиссия 4T60-E с электронным управлением и повышающей последней передачей (overdrive).
Помимо стандартной, выпускалась «заряженная» версия автомобиля Deville Concours с новым двигателем серии Northstar. При рабочем объёме 4,6 литра двигатель развивал мощность 275 л. с. Внешне модель отличалась эмблемой Cadillac на решётке радиатора, прорезиненными молдингами на боковинах с надписями Deville Concours на дверях и специального исполнения литыми 16-дюймовыми колёсами.
Начиная с 1996 модельного года все автомобили Deville стали оснащаться двигателями Northstar. Sedan Deville использовал 275-сильную версию мотора, а Deville Concours — 300-сильную. Оба двигателя агрегатировались с четырёхступенчатой гидромеханической трансмиссией 4T80-E.
Впервые для автомобилей корпорации, на модели Cadillac стали устанавливать систему аварийной связи OnStar. При срабатывании подушек безопасности система посылала сигнал оператору и автоматически вызывала аварийные службы.

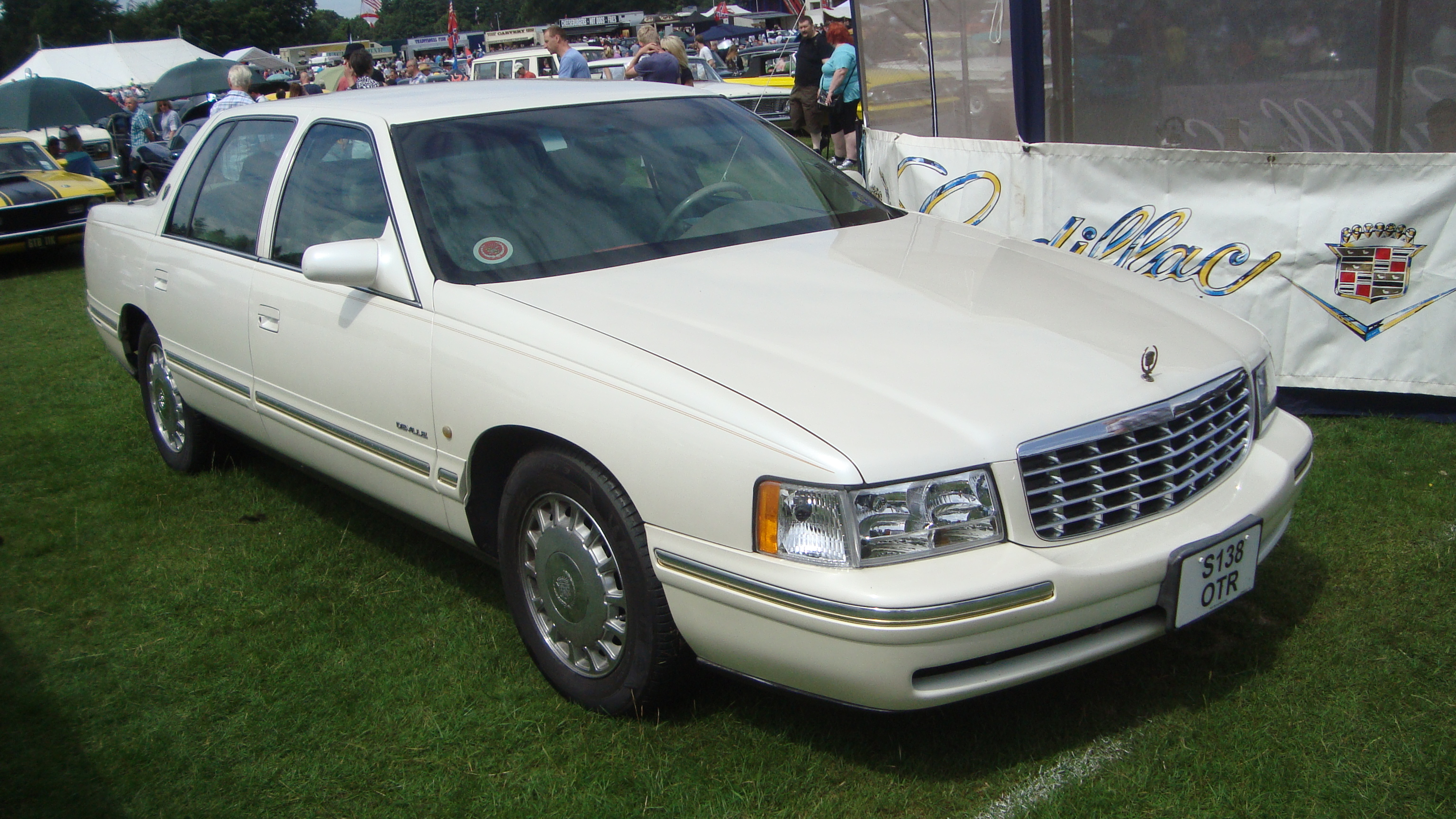
1999 Cadillac Sedan Deville с новым капотом, бамперами и открытыми задними колёсами

В 1997 модельном году автомобиль был немного изменён. Он получил новый, с более выраженным подъёмом по центру, капот, новую решётку радиатора, передний бампер и крылья. Новые задние крылья теперь полностью открывали колёса, на передних дверях поверх молдинга теперь было написано просто Deville.
Вместо модели Fleetwood в каталогах Cadillac вновь появилась люксовая версия Deville D’Elegance. Она отличалась специальным золотистым орнаментом на капоте, эмблемой Cadillac на задней панели и вставками на боковых молдингах. Помимо надписи Deville на передних дверях модель несла надпись D’Elegance на задних крыльях.

## 2000—2005
Переход на новую переднеприводную платформу G-body привёл к тому, что автомобиль стал короче и у́же, но возросшая колёсная база позволила сохранить просторный и комфортабельный салон. Выпускались три версии модели: стандартный DeVille, люксовый DeVille High Luxury Sedan (DHS) и спортивный DeVille Touring Sedan (DTS). Автомобиль стал изящнее и моднее демонстрирую простую и функциональную красоту. Спереди выделялись обтекаемой формы решётка радиатора, вертикальные фары и выступающий бампер. Плавный, сглаженный контур, минимум отделки хромом и чёрные средние стойки зрительно удлиняли автомобиль. Задние фонари и расположенный на кромке багажника центральный стоп-сигнал имели светодиодные лампы. Помимо высокой долговечности, как правило, они не требуют обслуживания в течение всего срока службы автомобиля, они имеют малое время срабатывания, примерно в два раза быстрее, чем у обычных ламп накаливания.
Одной из основных задач при создании новой платформы было существенное увеличение жёсткость кузова, как на изгиб, так и на кручение. Это был первый автомобиль корпорации General Motors внешние поверхности кузова и интерьер которого были полностью спроектированы на компьютере. В результате, снаряженная масса автомобиля стала даже немного меньше. Более лёгкий и жёсткий капот изготовлен из алюминия, также как и каркас переднего бампера. Специальной формы передние лонжероны улучшили поведение кузова при фронтальном столкновении. Наружные и внутренние панели дверей выполнены из единого листа металла и крепятся к стойкам проходящими насквозь болтами. Всё это внесло свой вклад в повышение общей жесткости, усилило защиту салона при боковом столкновении и обеспечило приятный звук захлопывания дверей.
Автомобиль стандартно оборудовался двумя фронтальными подушками безопасности нового поколения и двумя боковыми подушками, встроенными в спинки передних сидений. По заказу устанавливались боковые подушки безопасности для задних пассажиров, обеспечивавшие их дополнительную защиту при боковом столкновении.
В шестиместном исполнении Deville и DHS имели разделённое в пропорции 40/20/40 переднее сиденье и рычаг переключения передач на рулевой колонке. Спереди комфортабельно располагались водитель и пассажир, а по центру можно было поместить багаж или посадить третьего пассажира. Боковые части сиденья могли перемещаться вперёд-назад, центр был неподвижен. Его спинку можно было использовать как подлокотник, внутри которого располагалась ёмкость для мелочей. Ремень безопасности среднего пассажира, когда не использовался, прятался в специальные карманы. В пятиместном исполнении модели DTS между сиденьями располагалась консоль с рычагом управления трансмиссией. Рулевая колонка регулировалась вручную по углу наклона на Deville, и автоматически с запоминанием положений по углу наклона и вылету на DHS. Навигационная система с 5-дюймовым цветным экраном и аудиосистема с акустикой Bose устанавливалась по заказу на версии DHS и DTS. Автоматический климат-контроль с фильтром салона обеспечивал раздельное управление температурой спереди, слева и справа и сзади. На заднем сиденье комфортно размещались трое, а за счёт более высокого его расположения был улучшен обзор вперёд. На модели DTS спинки задних сидений стандартно оснащались регулируемым поясничным подпором, дистанционно управляемой шторкой заднего окна и ручными шторками боковых окон.
Опционная система ночного видения фирмы Raytheon использовала инфракрасную камеру за решеткой радиатора и транслировала чёрно-белое изображение на нижнюю кромку ветрового стекла. Более тёплые объекты: люди, животные, автомобили выделялись ярким белым цветом на тёмном фоне. Если система ночного видения помогала водителю видеть объекты спереди, то ультразвуковая система помощи при парковке обеспечивала обнаружение невидимых объектов сзади. Четыре датчика встроенных в задний бампер непрерывно излучали ультразвуковые волны при движении автомобиля назад, если в зоне их действия (1,5 метра) оказывались предметы, они оповещали об этом водителя звуковым сигналом и светом специальных лампочек над задним стеклом.
Восьмицилиндровый V-образный бензиновый двигатель серии Northstar был модернизирован для более мягкой и тихой работы, снижения расхода топлива и уровня токсичности. Теперь все автомобили могли продаваться в Калифорнии, штате с более строгими ограничениями загрязнения окружающей среды. Снижение степени сжатия позволило двигателю работать на обычном (92) бензине. В нём были изменены: камера сгорания, впускной коллектор, использовались новые поршни, в выхлопной коллектор была встроена система подачи воздуха, а все навесные агрегаты теперь крепились непосредственно к двигателю. Сам мотор закрывался крышкой из акустической пены, снижавшей шум. На модели Deville и DHS устанавливалась 275-сильная версия мотора, а на DTS — 300-сильная. Все основные системы автомобиля: двигатель, трансмиссия, рулевое управление, тормоза и амортизаторы были связаны между собой с помощью мультиплексной системы и управлялись совместно.
В передней независимой подвеске со стойками Макферсон были изменены рычаги и шарниры их крепления, а для обеспечения большей плавности хода было увеличено перемещение колёс. Многорычажная независимая задняя подвеска имела по одному диагональному рычагу из алюминиевого сплава и стальные поперечные растяжки с каждой стороны. Рычаги и растяжки крепились к Т-образному подрамнику, который, в свою очередь, соединялся с кузовом через специальные резиновые прокладки. Пневматические камеры задних амортизаторов использовались для сохранения постоянной, независимо от нагрузки, высоты задней части автомобиля. Модели DeVille и DHS оборудовались комфортабельной подвеской, настроенной на плавность хода при отличных характеристиках управляемости. Подвеска DTS имела более жёсткие настройки, поощряющие агрессивный стиль вождения. Система активного управления подвеской включала в себя датчики положения каждого колеса и быстродействующие демпферы. За счёт изменения демпфирования, контролировались крен, продольная раскачка и приседание автомобиля при разгоне. На ровной дороге демпфирование было сведено к минимуму, что обеспечивало мягкое, комфортное движение, с ростом скорости жёсткость амортизаторов возрастала, повышая точность управления. Система также имела датчик поворота рулевого колеса и датчик бокового ускорения, позволявшие быстрее изменять характеристики амортизаторов при агрессивном маневрировании. Антиблокировочная система, противобуксовочная система и система контроля устойчивости были объедены, новинкой была система электронного распределения тормозных сил.
Всего в 2000 модельном году было выпущено 98 456 автомобилей.

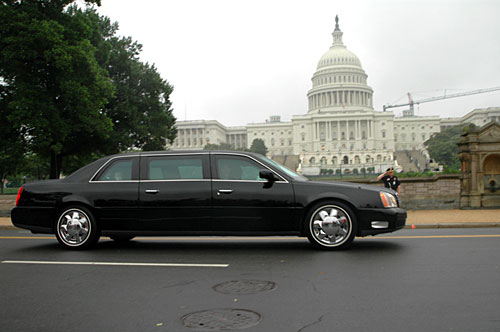
Президентский лимузин Cadillac Deville

По заказу администрации специально для инаугурации президента Буша в начале 2001 года был изготовлен президентский лимузин. Лимузин повторял внешние черты модели Deville, но по конструкции это был совершенно другой, вручную изготовленный автомобиль. Он был намного длиннее, шире и выше. В соответствии с требованиями безопасности автомобиль был оборудован всеми необходимыми средствами защиты и связи. Семиместный салон обеспечивал высокий уровень комфорта и хороший обзор для всех пассажиров. Передняя панель и множество других элементов отделки салона были напрямую заимствованы от модели Deville.
В 2001 модельном году появилась возможность установки на модели новой информационно-развлекательной системы с выходом в интернет. Система имела множество функций, в том числе голосовое управление и являлась комбинацией компьютера, навигационной системы, CD-проигрывателя и радиоприёмника. Она подключалась к сотовому телефону и могла принимать и зачитывать электронную почту. Ещё одной новинкой этого модельного года была, также устанавливаемая по заказу, система контроля давления в шинах. Небольшие датчики в колёсах передавали информация выводимую на дисплей: «OK» — если давление было нормальным, «low» или «high» — если давление было ниже или выше нормы.
Всего в 2001 модельном году было изготовлено 90 140 автомобилей.
В следующем 2002 модельном году развлекательная система получила увеличенный до 6,5 дюймов цветной экран, поддержку DVD дисков и спутникового радио. Новые подушки безопасности с двумя степенями раскрытия раскрывались частично или полностью в зависимости от уровня замедления автомобиля и обеспечивали большую безопасность, особенно при аварии на высокой скорости. Новое моторное масло, заливаемое в двигатель на конвейере, имело лучшую степень очистки, больше специальных компонентов, что позволяло увеличить до 12,5 тысяч миль (20 тысяч километров) пробег до его замены.
Всего в 2002 модельном году было произведено 91 006 автомобилей.
В 2003 модельном году автомобиль получил всесезонные шины Michelin, на зеркалах заднего вида появились повторители указателей поворотов, был немного изменён внешний вид задних фонарей. Ремни безопасности получили регулируемую по высоте верхнюю точку крепления, а навигационная система и система контроля давления воздуха в шинах стали стандартными.
Всего в 2003 модельном году было выпущено 82 085 автомобилей.
Начиная с 2004 модельного года на версии DHS и DTS стандартно, а на Deville — по заказу стали устанавливать охлаждаемые и обогреваемые передние сиденья. Система вентиляторов подавала подогретый или охлаждённый воздух внутрь сиденья. Имелось три степени охлаждения, а подогревать можно было либо спинку, либо всё сиденье вместе.
Всего в 2004 календарном году было продано 68 195 автомобилей, а в 2005 — 38 661 автомобиль.

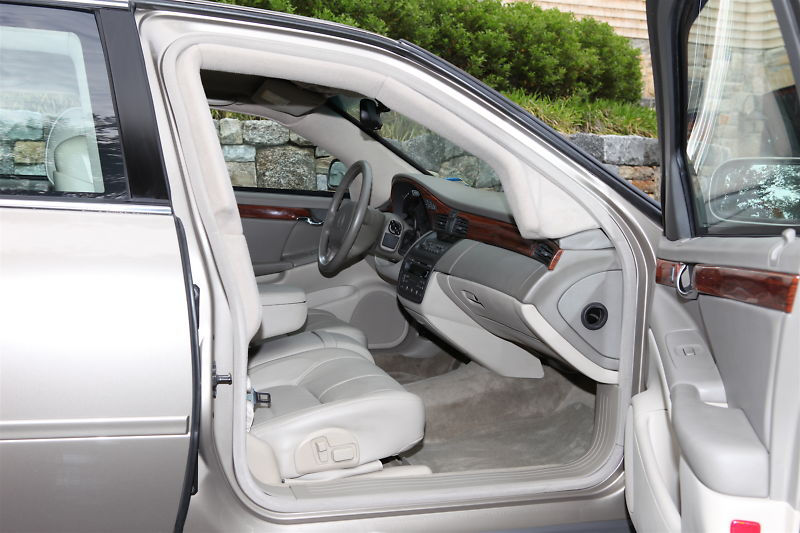
Бронированный Cadillac Deville

Для официальных лиц, VIP-персон и всех тех, кто нуждался в защищённом средстве передвижения, начался выпуск бронированной модели Deville (Protection Series). Разработанная в сотрудничестве со специализированной фирмой, конструкция автомобиля учитывала последние достижения в области баллистики и физики взрыва. Уровень бронирования класса IIIA защищал пассажиров от наиболее распространённых видов стрелкового оружия, включая патроны Magnum калибра .44. Изготовленная с высокой точностью бронированная капсула, защищала наиболее опасные места автомобиля. Поверх капсулы устанавливались наружные панели, полностью повторяющие контуры обычного автомобиля. Специальные пуленепробиваемые стёкла имели многослойную конструкцию. Каждый слой стекла играл особую роль в препятствии проникновению пули: тонко гранулированные наружные слои поглощали её энергию, а внутренние слои удерживали осколки, не давая им разлететься по салону. Помимо бронированного кузова, автомобиль имел специальные колёса и безопасные шины, а также не протекающий бензобак. Помимо автомобиля со стандартными габаритами предлагалась модель с удлинённой колёсной базой (Protection Series Stretched).
Последний автомобиль марки вышел из ворот завода Detroit/Hamtramck Assembly в четверг 23 июня 2005 года. Следом на конвейер стал его преемник Cadillac DTS. Всего на этом предприятии с 1994 года было произведено 1 131 465 автомобилей марки Deville.

## Факты и цифры
| Хронология    | Хронология                    | Хронология                    | Хронология                                     | Хронология                                                                                      | Хронология                |
| Модельный год | Колёсная база, дюймы (мм)     | Длина, мм (дюймы)             | Двигатель, объём, cid (литры)- мощность, л. с. | Основные технические новшества                                                                  | Примечания                |
| ------------- | ----------------------------- | ----------------------------- | ---------------------------------------------- | ----------------------------------------------------------------------------------------------- | ------------------------- |
| 1949          | 126 (3200)                    | 5463 (215)                    | 331-160 bhp                                    | верхнеклапанный двигатель                                                                       |                           |
| 1950          | 126 (3200)                    | 5610 (220,9)                  | 331-160 bhp                                    | автоматическая коробка передач стандартно                                                       |                           |
| 1951          | 126 (3200)                    | 5601 (220,5)                  | 331-160 bhp                                    |                                                                                                 |                           |
| 1952          | 126 (3200)                    | 5601 (220,5)                  | 331-190 bhp                                    | гидроусилитель руля по заказу, двойная выхлопная система                                        |                           |
| 1953          | 126 (3200)                    | 5601 (220,5)                  | 331-210 bhp                                    | 12-вольтовое электрооборудование                                                                |                           |
| 1954          | 129 (3277)                    | 5674 (223,4)                  | 331-230 bhp                                    | гидроусилитель руля стандартно, усилитель тормозов по заказу                                    |                           |
| 1955          | 129 (3277)                    | 5674 (223,4)                  | 331-250 bhp                                    | бескамерные шины                                                                                |                           |
| 1956          | 129 (3277)                    | 5636 (221,9)                  | 365-285 bhp                                    | усилитель тормозов стандартно                                                                   |                           |
| 1957          | 129,5 (3289)                  | 5611 (220,9)*, 5484 (215,9)** | 365-300 bhp                                    | хребтовая рама, бесшкворневая передняя подвеска                                                 | *купе, **седан            |
| 1958          | 129,5 (3289)                  | 5634 (221,8)*, 5723 (225,3)** | 365‑310/335 bhp                                | пружинная зависимая задняя подвеска                                                             | *купе, **седан            |
| 1959          | 130 (3302)                    | 5715 (225)                    | 390-325/345 bhp                                | круиз-контроль                                                                                  |                           |
| 1960          | 130 (3302)                    | 5715 (225)                    | 390-325/345 bhp                                |                                                                                                 |                           |
| 1961          | 129,5 (3289)                  | 5639 (222) 5461 (215)*        | 390-325 bhp                                    | одинарная выхлопная система, сайлент-блоки в передней подвеске                                  | * короткий седан          |
| 1962          | 129,5 (3289)                  | 5639 (222), 5461 (215)*       | 390-325 bhp                                    | двухконтурная тормозная система, дифференциал повышенного трения по заказу                      | * короткий седан          |
| 1963          | 129,5 (3289)                  | 5664 (223,) 5461 (215)*       | 390-325 bhp                                    | климат-контроль                                                                                 | * короткий седан          |
| 1964          | 129,5 (3289)                  | 5677 (223,5)                  | 429-340 bhp                                    | автоматическая трансмиссия с гидротрансформатором                                               |                           |
| 1965          | 129,5 (3289)                  | 5690 (224)                    | 429-340 bhp                                    | периферийная рама, автоматическое поддержание уровня пола                                       |                           |
| 1966          | 129,5 (3289)                  | 5690 (224)                    | 429-340 bhp                                    | рулевое управление с переменным передаточным отношением                                         |                           |
| 1967          | 129,5 (3289)                  | 5690 (224)                    | 429-340 bhp                                    | безопасное рулевое колесо, складывающаяся рулевая колонка                                       |                           |
| 1968          | 129,5 (3289)                  | 5707 (224,7)                  | 472-375 bhp                                    | передние дисковые тормоза по заказу                                                             |                           |
| 1969          | 129,5 (3289)                  | 5715 (225)                    | 472-375 bhp                                    | передние дисковые тормоза стандартно                                                            |                           |
| 1970          | 129,5 (3289)                  | 5715 (225)                    | 472-375 bhp                                    | радиальные шины                                                                                 |                           |
| 1971          | 130 (3302)                    | 5735 (225,8)                  | 472-220                                        |                                                                                                 |                           |
| 1972          | 130 (3302)                    | 5776 (227,4)                  | 472-220                                        | энергопоглощающий бампер спереди, АБС задней оси                                                |                           |
| 1973          | 130 (3302)                    | 5804 (228,5)                  | 472-220                                        | противоугонная система, электрообогрев заднего стекла                                           |                           |
| 1974          | 130 (3302)                    | 5860 (230,7)                  | 472-205                                        | подушки безопасности                                                                            |                           |
| 1975          | 130 (3302)                    | 5860 (230,7)                  | 500-190/215*                                   | *впрыск топлива                                                                                 |                           |
| 1976          | 130 (3302)                    | 5860 (230,7)                  | 500‑190/215*                                   | необслуживаемый аккумулятор                                                                     | *впрыск топлива           |
| 1977—1978     | 121,5 (3085)                  | 5618 (221,2)                  | 425 (7,0)‑180/195*                             |                                                                                                 | *впрыск топлива           |
| 1979          | 121,5 (3085)                  | 5618 (221,2)                  | 425 (7,0)-180/195*, 350 (5,7)-120**            | **дизель                                                                                        | *впрыск топлива           |
| 1980          | 121,5 (3085)                  | 5614 (221)                    | 368 (6,0)-150/145*, 350 (5,7)-105**            |                                                                                                 | *впрыск топлива, **дизель |
| 1981          | 121,5 (3085)                  | 5614 (221)                    | 368 (6,0)‑140*, 252 (4,1)-125**                | *двигатель с отключением части цилиндров, **V6                                                  |                           |
| 1982          | 121,5 (3085)                  | 5614 (221)                    | 294 (4,1)-125, 252 (4,1)-125*                  | четырёхступенчатая автоматическая трансмиссия с повышающей последней передачей, галогенные фары | *V6                       |
| 1983          | 121,5 (3085)                  | 5614 (221)                    | 294 (4,1)-135                                  |                                                                                                 |                           |
| 1984          | 121,5 (3085)                  | 5614 (221)                    | 294 (4,1)-135                                  | автоматическое поддержание уровня пола стандартно                                               |                           |
| 1985          | 110,8 (2814)                  | 4953 (195)                    | (4,1)-125, (4,3)-85*                           | передний привод                                                                                 | *дизель V6                |
| 1986          | 110,8 (2814)                  | 4953 (195)                    | (4,1)-125                                      |                                                                                                 |                           |
| 1987          | 110,8 (2814)                  | 4991 (196,5)                  | (4,1)-125                                      | АБС всех колёс по заказу                                                                        |                           |
| 1988          | 110,8 (2814)                  | 4991 (196,5)                  | (4,5)-155                                      | гидроопоры двигателя                                                                            |                           |
| 1989          | 110,8 (2814)*, 113,8 (2890)** | 5139 (202,3)*, 5214 (205,3)** | (4,5)-155                                      |                                                                                                 | *купе, **седан            |
| 1990          | 110,8 (2814)*, 113,8 (2890)** | 5146 (202,6)*, 5223 (205,6)** | (4,5)-155                                      |                                                                                                 | *купе, **седан            |
| 1991          | 110,8 (2814)*, 113,8 (2890)** | 5146 (202,6)*, 5223 (205,6)** | (4,9)-200                                      | АБС всех колёс стандартно                                                                       | *купе, **седан            |
| 1992          | 110,8 (2814)*, 113,8 (2890)** | 5209 (205,1)*, 5281 (208)**   | (4,9)-200                                      | противобуксовочная система по заказу                                                            | *купе, **седан            |
| 1993          | 110,8 (2814)*, 113,8 (2890)** | 5139 (203,3)*, 5214 (205,3)** | (4,9)-200                                      | подвеска с электронным управлением                                                              | *купе, **седан            |
| 1994          | 113,8 (2891)                  | 5326 (209,7)                  | (4,9)-200, (4,6)-300                           | все дисковые тормоза                                                                            |                           |
| 1995          | 113,8 (2891)                  | 5326 (209,7)                  | (4,9)-200, (4,6)-300                           |                                                                                                 |                           |
| 1996          | 113,8 (2891)                  | 5326 (209,7)                  | (4,6)-275/300                                  | система связи OnStar                                                                            |                           |
| 1997—1999     | 113,8 (2891)                  | 5326 (209,7)                  | (4,6)-275/300                                  |                                                                                                 |                           |
| 2000          | 115,4 (2929)                  | 5258 (207)                    | (4,6)-275/300                                  |                                                                                                 |                           |
| 2001          | 115,4 (2929)                  | 5258 (207)                    | (4,6)-275/300                                  | система контроля давления в шинах                                                               |                           |
| 2002—2003     | 115,4 (2929)                  | 5258 (207)                    | (4,6)-275/300                                  |                                                                                                 |                           |
| 2004—2005     | 115,4 (2929), 123,6 (3140)*   | 5258 (207), 5466 (215,2)*     | (4,6)-275/300                                  |                                                                                                 | *бронированный лимузин    |

| Производство  | Производство | Производство | Производство | Производство | Производство     | Производство   | Производство |
| Модельный год | Начало года  | Deville      | Deville      | Deville      | Всего Cadillac   | Из них Deville | Примечания |
| Модельный год | Начало года  | Всего        | Купе         | Седаны       | Всего Cadillac   | Из них Deville | Примечания |
| ------------- | ------------ | ------------ | ------------ | ------------ | ---------------- | -------------- | --- |
| 1949          | -            | 2 150        | 2 150        | -            | 90 330           | 2 %            | |
| 1950          | 12.1949      | 4 507        | 4 507        | -            | 103 857          | 4 %            | |
| 1951          | 12.1950      | 10 241       | 10 241       | -            | 110 340          | 9 %            | |
| 1952          | 22.01.1952   | 11 165       | 11 165       | -            | 90 715           | 12 %           | |
| 1953          | 01.1953      | 14 550       | 14 550       | -            | 109 657          | 13 %           | |
| 1954          | 04.01.1954   | 17 170       | 17 170       | -            | 96 680           | 18 %           | |
| 1955          | 04.10.1954   | 33 300       | 33 300       | -            | 140 778          | 24 %           | |
| 1956          | 24.10.1955   | 65 818       | 25 086       | 41 732       | 154 631          | 43 %           | |
| 1957          | 12.11.1956   | 47 621       | 23 813       | 23 808       | 146 840          | 32 %           | |
| 1958          | 13.11.1957   | 42 404       | 18 414       | 23 989       | 121 786          | 35 %           | |
| 1959          | 12.10.1958   | 53 390       | 21 924       | 31 466       | 142 272          | 38 %           | |
| 1960          | 02.10.1959   | 53 389       | 21 585       | 31 804       | 142 184          | 38 %           | |
| 1961          | 03.10.1961   | 51 418       | 20 156       | 31 262       | 138 379          | 37 %           | |
| 1962          | 22.09.1961   | 69 283       | 25 675       | 43 608       | 160 840          | 43 %           | |
| 1963          | 05.10.1962   | 77 474       | 31 749       | 45 725       | 163 174          | 47 %           | |
| 1964          | 03.10.1963   | 110 396*     | 38 195       | 54 301       | 165 959          | 67 %           | *с кабриолетами, **Eldorado |
| 1965          | 24.09.1964   | 123 080*     | 43 345       | 60 535       | 181 436          | 68 %           | *с кабриолетами, **Eldorado |
| 1966          | 14.10.1965   | 142 190*     | 50 580       | 72 410       | 196 675          | 72 %           | *с кабриолетами, **Eldorado |
| 1967          | 06.10.1966   | 139 807*     | 52 905       | 68 702       | 182 070+17 930** | 70 %           | *с кабриолетами, **Eldorado |
| 1968          | 21.09.1967   | 164 472*     | 63 935       | 82 512       | 205 475+24 528** | 72 %           | *с кабриолетами, **Eldorado |
| 1969          | 26.09.1968   | 163 048*     | 65 775       | 80 848       | 199 904+23 333** | 73 %           | *с кабриолетами, **Eldorado |
| 1970          | 18.09.1969   | 181 719*     | 76 043       | 90 504       | 214 903+23 842** | 76 %           | *с кабриолетами, **Eldorado |
| 1971          | 29.09.1970   | 135 426      | 66 081       | 69 345       | 188 537          | 72 %           | |
| 1972          | 23.09.1971   | 194 811      | 95 280       | 99 531       | 225 251+40 074** | 73 %           | **Eldorado |
| 1973          | 21.09.1972   | 216 243      | 112 849      | 103 394      | 304 839          | 71 %           | |
| 1974          | 16.09.1973   | 172 620      | 112 201      | 60 419       | 242 330          | 71 %           | |
| 1975          | 19.09.1974   | 173 570      | 110 218      | 63 352       | 264 731          | 66 %           | |
| 1976          | 12.09.1975   | 182 159      | 114 482      | 67 677       | 309 139          | 59 %           | |
| 1977          | 23.09.1976   | 234 171      | 138 750      | 95 421       | 358 487          | 65 %           | |
| 1978          | 29.09.1977   | 206 701      | 117 750      | 88 951       | 349 684          | 59 %           | |
| 1979          | 28.09.1978   | 215 101      | 121 890      | 93 211       | 381 113          | 56 %           | |
| 1980          | 11.10.1979   | 104 678      | 55 490       | 49 188       | 231 028          | 45 %           | |
| 1981          | 25.09.1980   | 149 715      | 62 724       | 86 991       | 253 591          | 59 %           | включая Fleetwood Brougham Coupe, Sedan                                                                                            |
| 1982          | 24.09.1981   | 136 150      | 50 130       | 86 020       | 235 584          | 58 %           | включая Fleetwood Brougham Coupe, Sedan                                                                                            |
| 1983          | 23.09.1982   | 174 674      | 65 670       | 109 004      | 292 714          | 60 %           | включая Fleetwood Brougham Coupe, Sedan                                                                                            |
| 1984          | 22.09.1983   | 158 760      | 50 840       | 107 920      | 300 300          | 53 %           | включая Fleetwood Brougham Coupe, Sedan                                                                                            |
| 1985          | 05.04.1984   | 151 763      | 37 485       | 114 278      | 394 840          | 38 %           | до конца 1984 модельного года одновременно выпускались как новые переднеприводные модели, так и старые с приводом на задние колёса |
| 1986          | 26.09.1985   | 166 207      | 36 350       | 129 857      | 281 296          | 59 %           | включая Fleetwood |
| 1987          |              | 162 798      |              |              | 282 562          | 58 %           | включая Fleetwood, Fleetwood Sixty Special и Limousine                                                                             |
| 1988          |              | 152 513      | 26 420       | 126 093      | 270 844          | 56 %           | включая Fleetwood и Fleetwood Sixty Special                                                                                        |
| 1989          |              | 126 801      | 4 108        | 122 693      | 276 138          | 46 %           | включая Fleetwood и Fleetwood Sixty Special                                                                                        |
| 1990          |              | 134 155      | 2 438        | 131 717      | 268 698          | 50 %           | включая Fleetwood и Fleetwood Sixty Special                                                                                        |
| 1991          |              | 147 910      | 12 134       | 135 776      | 220 284          | 67 %           | включая Fleetwood и Fleetwood Sixty Special                                                                                        |
| 1992          |              | 142 231      | 8 423        | 133 808      | 233 027          | 61 %           | включая Fleetwood и Fleetwood Sixty Special                                                                                        |
| 1993          |              | 125 963      | 4 711        | 121 252      | 225 830          | 56 %           | включая Sixty Special |
| 1994          |              | 120 352      | -            | 120 352      | 219 485          | 55 %           | |
| 1995          |              | 109 066      | -            | 109 066      | 200 557          | 54 %           | |
| 1996          |              | 100 251      | -            | 100 251      | 174 406          | 57 %           | |
| 1997          |              | 99 601       | -            | 99 601       | 159 820          | 62 %           | |
| 1998          |              | 111 030      | -            | 111 030      | 162 715          | 68 %           | |
| 1999          |              | 112 253      | -            | 112 253      |                  |                | |
| 2000          |              | 98 456       | -            | 98 456       |                  |                | |
| 2001          |              | 90 140       | -            | 90 140       |                  |                | |
| 2002          |              | 91 006       | -            | 91 006       | 123 218          | 74 %           | |
| 2003          |              | 82 085       | -            | 82 085       | 176 932          | 46 %           | |
| 2004          | -            | 68 195       | -            | 68 195       | 141 948          | 48 %           | продажи за календарный год (с января по декабрь)                                                                                   |
| 2005          | -            | 38 661       | -            | 38 661       | 160 859          | 24 %           | продажи за календарный год (с января по декабрь)                                                                                   |

## Комментарии
1. 1 2 3 4 5 6 7 8 9 10 11  Модельный год[англ.], в отличие от календарного, на фирме Cadillac обычно, но не всегда, начинался в конце сентября, начале октября. Здесь везде, кроме отдельно оговоренных случаев, используются данные за модельный год.
2. 1 2 3 4 5 6 7 8 9 10 11 12 13 14 15 16 17 18 19  Brake Horsepower — мощность двигателя без дополнительного оборудования (водяной насос, генератор и т. п.), примерно на 10-15 % больше мощности замеренной по современным стандартам (DIN, SAE).
3. 1 2 3 4 5 6 7 8  Все технические данные, кроме отдельно отмеченных, взяты из Cadillac Data Book соответствующего года.
4. 1 2 3 4 5 6  Распределение веса на переднюю и заднюю оси автомобиля соответственно.
5. ↑  Все данные, кроме отдельно отмеченных, взяты из книги  Standard Catalog of Cadillac.

### Cadillac Data Book
1. 1949 Cadillac Data Book (англ.). — USA: Cadillac Motor Division, General Motors Corporation, 1948. — P. 112. Архивировано 23 сентября 2017 года.
2. 1950 Cadillac Data Book (англ.). — USA: Cadillac Motor Division, General Motors Corporation, 1950. — P. 124. Архивировано 23 сентября 2017 года.
3. 1952 Cadillac Data Book (англ.). — USA: Cadillac Motor Division, General Motors Corporation, 1951. — P. 128. Архивировано 23 сентября 2017 года.
4. Cadillac Data Book for 1953 (англ.). — USA: Cadillac Motor Division, General Motors Corporation, 1952. — P. 172. Архивировано 23 сентября 2017 года.
5. 1954 Cadillac Data Book (англ.). — USA: Cadillac Motor Car Division, General Motors Corporation, 1953. — P. 150. Архивировано 23 сентября 2017 года.
6. 1955 Data Book (англ.). — USA: Cadillac Motor Car Division, General Motors Corporation, 1954. — P. 146. Архивировано 23 сентября 2017 года.
7. 56 Cadillac Data Book (англ.). — USA: Cadillac Motor Car Division, General Motors Corporation, 1955. — P. 160. Архивировано 23 сентября 2017 года.
8. Cadillac Data Book Nineteen Fifty Seven (англ.). — USA: Cadillac Motor Car Division, General Motors Corporation, 1956. — P. 164. Архивировано 23 сентября 2017 года.
9. Cadillac Data Book Nineteen Fifty Eight (англ.). — USA: Cadillac Motor Car Division, General Motors Corporation, 1957. — P. 150. Архивировано 23 сентября 2017 года.
10. Cadillac 1959 Data Book (англ.). — USA: Cadillac Motor Car Division, General Motors Corporation, 1958. — P. 118. Архивировано 23 сентября 2017 года.
11. Cadillac 1960 Data Book (англ.). — USA: Cadillac Motor Car Division, General Motors Corporation, 1959. — P. 112. Архивировано 23 сентября 2017 года.
12. Cadillac Data Book 1966 (англ.). — USA: Cadillac Motor Car Division, General Motors Corporation, 1965. — P. 119. Архивировано 23 сентября 2017 года.
13. 1967 Cadillac Data Book (англ.). — USA: Cadillac Motor Car Division, General Motors Corporation, 1966. — P. 127. Архивировано 23 сентября 2017 года.
14. 1968 Cadillac Data Book (англ.). — USA: Cadillac Motor Car Division, General Motors Corporation, 1967. — P. 159. Архивировано 23 сентября 2017 года.
15. 1969 Cadillac Data Book (англ.). — USA: Cadillac Motor Car Division, General Motors Corporation, 1968. — P. 148. Архивировано 23 сентября 2017 года.

### Каталоги
1. Styeled to be copied for years to come :  [англ.]. — USA : Cadillac Motor Division, General Motors Corporation, 1954. — 9 p.

### Книги
1. John Gunnell Standard Catalog of Cadillac 1903-2004 в «Книгах Google»
2. Peter C. Sessler Ultimate American V-8 Engine Data Book в «Книгах Google»

### Статьи
1. Jim Lodge. '54 Cadillac (англ.) // Motor Trend : журнал. — 1954. — P. 18—19, 48—49. Архивировано 17 ноября 2015 года.